# Canadá
Canadá (en inglés: Canada, AFI: /ˈkænədə/; en francés: Canada, AFI: /kanadɑ/ o /kanadɔ/) es un país soberano ubicado en América del Norte, cuya forma de gobierno es la monarquía parlamentaria federal. Su territorio está organizado en diez provincias y tres territorios. Su capital es la ciudad de Ottawa y su ciudad más poblada es Toronto, seguida por Montreal y Vancouver.
Es comúnmente considerado uno de los países más desarrollados y con la mejor calidad de vida del mundo, constituye la octava economía más grande del mundo, a pesar de contar solamente con una población aproximada de cuarenta millones de personas.
Ubicado en el extremo norte del subcontinente norteamericano, se extiende desde el océano Atlántico al este, el océano Pacífico al oeste, y hacia el norte hasta el océano Ártico. Comparte frontera con los Estados Unidos al sur, al noroeste con su estado federado Alaska y al noreste con Groenlandia (en la Isla Hans), territorio que forma parte del Reino de Dinamarca. Muy cerca de sus costas se encuentra también el territorio francés de San Pedro y Miquelón. Es el segundo país más extenso del mundo después de Rusia, y también el segundo más septentrional después de Groenlandia (Reino de Dinamarca). Ocupa cerca de la mitad del territorio de Norteamérica. Debido a su clima y geografía, es uno de los quince países con menor densidad poblacional del mundo, con aproximadamente 4 hab./km².
El territorio ocupado por Canadá fue habitado por diversos grupos de población aborigen durante milenios. Desde finales del siglo XV, numerosas expediciones británicas y francesas lo exploraron a lo largo de la costa atlántica, donde más tarde se establecieron. Francia cedió casi todas sus colonias norteamericanas en 1763 después de la Guerra Franco-india.
En 1867, con la unión de tres colonias británicas norteamericanas mediante la Confederación, Canadá se formó como un dominio federal de cuatro provincias. Esto hizo que comenzara una acumulación de provincias y territorios, y un proceso de autonomía frente al Reino Unido. Esta autonomía cada vez mayor se puso de relieve en el Estatuto de Westminster de 1931 y culminó en el Acta de Constitución de Canadá de 1982, que eliminó los vestigios de la dependencia jurídica del parlamento británico. Está gobernada como una democracia parlamentaria y monarquía constitucional con Carlos III como jefe de Estado. Es un país bilingüe, con el inglés y el francés como lenguas oficiales en el ámbito federal.
Canadá es un país industrial y tecnológicamente pionero y avanzado, ampliamente autosuficiente en energía gracias a sus relativamente extensos depósitos de combustibles fósiles y a la amplia generación de energía nuclear y energía hidroeléctrica. Siendo uno de los países más desarrollados, tiene una economía diversificada, que la hace independiente por sus grandes yacimientos y abundantes recursos naturales así como del comercio, particularmente con los Estados Unidos y México. En la actualidad es miembro de la OEA, el G-7, el G-20, la OTAN, la OCDE, la OMC, la UKUSA, la APEC, la Mancomunidad de Naciones, la Francofonía y de la Organización de las Naciones Unidas. Es considerado uno de los países con mejor calidad de vida.

## Etimología
El nombre «Canadá» proviene de la raíz iroquesa kanāta que significa ‘poblado’, ‘asentamiento’ o, refiriéndose inicialmente a Stadaconé, un asentamiento en el sitio de la actual ciudad de Quebec. El explorador originario del Ducado de Bretaña Jacques Cartier utilizó la palabra Canada para referirse no solo a esa aldea en particular, sino también a toda el área bajo el mandato de Stadaconé; para 1545, los mapas y libros europeos habían comenzado a referirse a toda la región como Canadá.
Desde el siglo XVII en adelante, la región de Nueva Francia que se encontraba cerca del río San Lorenzo y al margen de la costa norte de los Grandes Lagos fue conocida como Canadá. Más tarde, la zona fue dividida en dos colonias británicas: Canadá Superior y Canadá Inferior, aunque en 1841 se unieron nuevamente como la provincia de Canadá. Tras la Confederación de 1867, el nombre de Canadá fue adoptado como el nombre legal para el nuevo país y el Dominio (un término del Salmo 72:8) fue el título conferido al país. Combinados, el término Dominio de Canadá solía usarse hasta la década de 1950. Como el Dominio afirmó su autonomía política del Reino Unido, el gobierno federal utilizó cada vez más el término «Canada» en documentos de Estado y tratados, un hecho que se refleja en el cambio de nombre de la fiesta nacional en 1982, cuando pasó de ser el Día del Dominio al Día de Canadá.

## Historia

### Pueblos amerindios
Los primeros habitantes del territorio que actualmente comprende Canadá fueron las «Primeras Naciones», los esquimales y los métis. Los términos «indios» y «eskimos» han caído en desuso. Estudios arqueológicos y genéticos comprueban la presencia humana en el norte del Yukón hace 26 500 años, y en el sur de Ontario hace 9500 años. Old Crow Flats y Bluefish Caves son los sitios arqueológicos más antiguos dejados por los primeros habitantes canadienses. Entre las tradiciones de las «Primeras Naciones», se encuentran las ocho historias únicas que describen la creación del mundo y de sus tribus. Estos pueblos aborígenes se caracterizan por sus asentamientos urbanos que han perdurado hasta el siglo XXI, por su arquitectura civil y monumental y por una jerarquización social compleja. Algunas de estas civilizaciones desaparecieron mucho tiempo antes de la llegada de los europeos (siglos XV y XVI), y han sido descubiertas recientemente por las excavaciones arqueológicas.
La cultura mestiza de los métis se originó a mediados del siglo XVII, cuando algunos europeos se juntaron con aborígenes de las «Primeras Naciones». Por su parte, durante las primeras décadas, los esquimales tuvieron un contacto más limitado con los colonizadores europeos.
Se estima que a finales del siglo XV la población aborigen estaba entre los 200 000 y los dos millones de habitantes. Los múltiples brotes de enfermedades infecciosas traídas por los europeos como la influenza, el sarampión y la viruela (a las cuales ellos no tenían inmunidad biológica), combinados con otros efectos del contacto con los europeos, resultaron en una disminución de la población aborigen de entre un 85 % y un 95 %. También se investiga, desde el año 2016, sobre la desaparición física de entre 1200 y 4000 mujeres indígenas y la presunción de responsabilidad por omisión del gobierno de Canadá.

### Nueva Francia
Los europeos llegaron por primera vez al continente americano cuando los vikingos se asentaron brevemente en L'Anse aux Meadows en la isla de Terranova alrededor del año 1000; tras el fracaso de esa colonia, el próximo intento para la exploración del territorio canadiense se realizó en 1497, cuando el navegante italiano Giovanni Caboto (Juan Caboto) exploró la costa atlántica de América del Norte al servicio de Inglaterra. En 1534, Jacques Cartier hizo lo mismo en nombre de Francia. El explorador francés Samuel de Champlain llegó en 1603 y estableció los primeros asentamientos europeos permanentes de la región: Port Royal en 1605 y la ciudad de Quebec en 1608. Entre los colonos franceses de Nueva Francia, los canadiens se asentaron en el Valle de río San Lorenzo, mientras que los acadiens en las provincias marítimas actuales. Los comerciantes de pieles franceses y los misioneros católicos exploraron la zona de los Grandes Lagos, la bahía de Hudson y la cuenca del Misisipi hasta Luisiana. Las guerras de los Castores estallaron por el control del comercio de pieles.

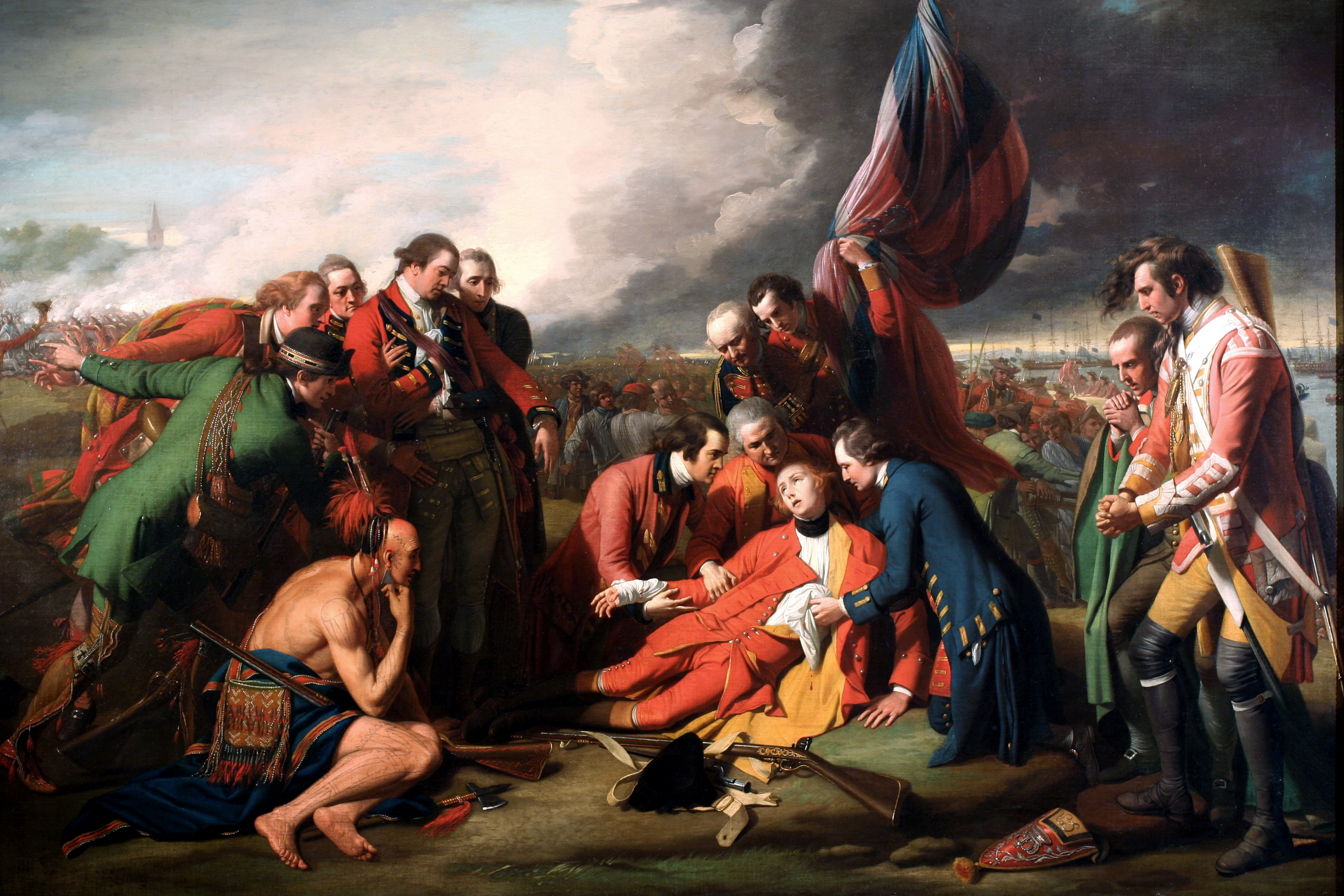
La muerte del general Wolfe, de Benjamin West (1771), representa la muerte del general durante la batalla de los Campos de Abraham en Quebec, ocurrida en 1759.

Los ingleses establecieron puestos de pesca avanzada en Terranova alrededor del año 1610 y establecieron las Trece Colonias al sur. Una serie de cuatro guerras intercoloniales se desataron entre 1689 y 1763. En 1713, la parte continental de Nueva Escocia quedó bajo dominio británico con el Tratado de Utrecht. Más tarde, al finalizar la Guerra Franco-india en 1763, con la firma del Tratado de París Francia cedió Canadá y la mayor parte de Nueva Francia a Gran Bretaña.

### Canadá británico
La Proclamación Real de 1763 separó a la provincia de Quebec de Nueva Francia y anexó la isla del Cabo Bretón a Nueva Escocia. En 1769, la isla de San Juan (ahora la isla del Príncipe Eduardo) se convirtió en una colonia separada. Para evitar conflictos en Quebec, los británicos aprobaron el Acta de Quebec de 1774, la cual amplió el territorio de Quebec hasta la zona de los Grandes Lagos y el valle del Ohio. En estos lugares se restableció el idioma francés, la fe católica y el derecho civil francés. Esto enfureció a muchos residentes de las Trece Colonias e influyó en el inicio de la Revolución estadounidense.
En el Tratado de París (1783) se reconoció la independencia de los Estados Unidos, cediendo los territorios al sur de los Grandes Lagos. Alrededor de 50 000 partidarios de la ocupación inglesa huyeron de los Estados Unidos a Canadá. Con este cambio, Nuevo Brunswick se separó de Nueva Escocia para reorganizar los nuevos asentamientos de los partidarios ingleses en las provincias marítimas. Para acomodar a los inmigrantes de habla inglesa en Quebec, la Ley constitucional de 1791 dividió la provincia en Canadá Inferior (más tarde la provincia de Quebec), de habla francófona, y Canadá Superior (más tarde Ontario), de habla anglosajona, concediendo a cada una el derecho de elegir su propia Asamblea legislativa.

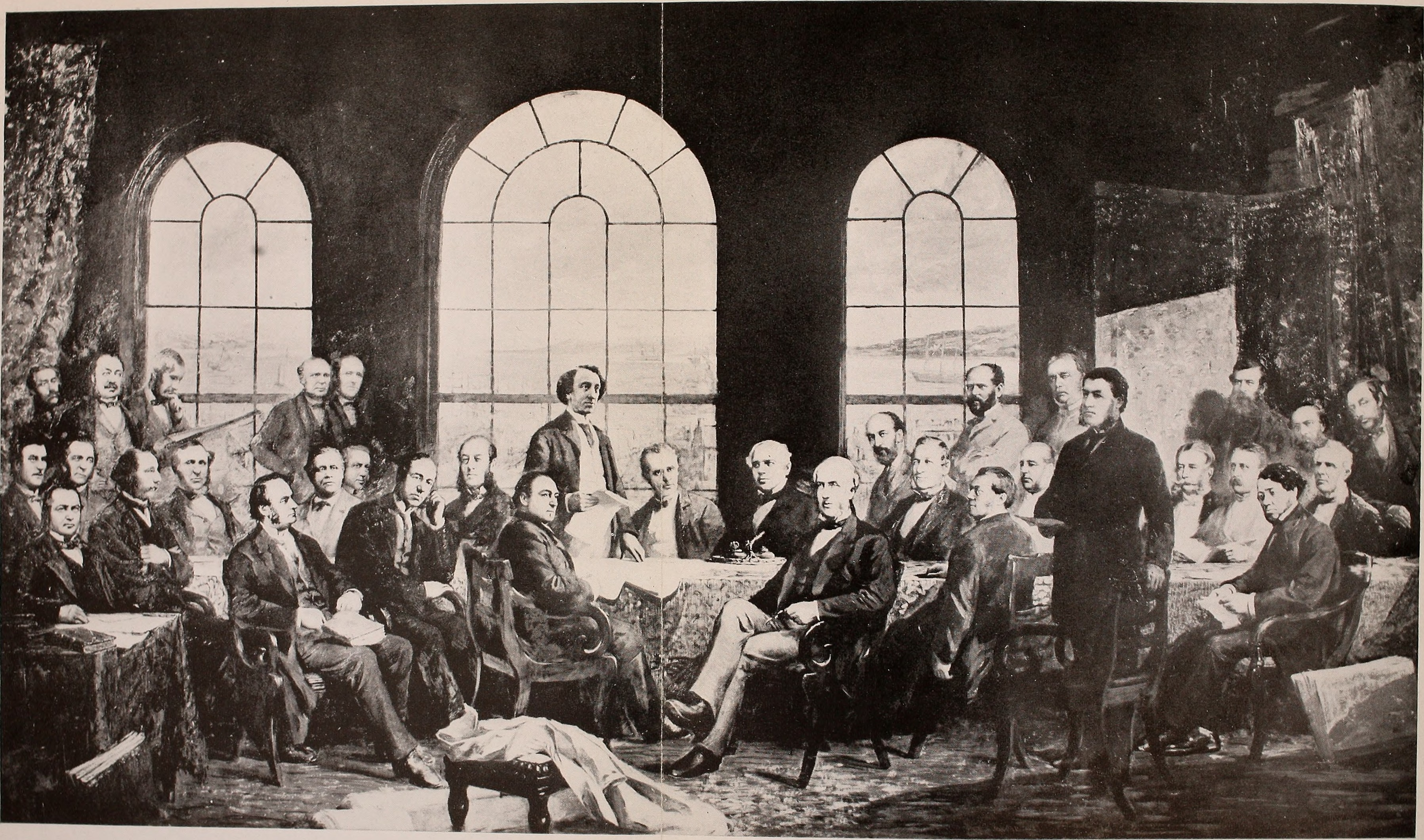
La Conferencia de Quebec en 1864.

Canadá (Superior e Inferior) fue el frente principal durante la guerra de 1812, librada entre los Estados Unidos y el Imperio británico. Tras la guerra, la inmigración a gran escala desde Gran Bretaña e Irlanda comenzó en 1815, de tal modo que, desde 1825 a 1846, 626 628 inmigrantes europeos desembarcaron en puertos canadienses. Antes de 1891, entre un cuarto y un tercio de todos los europeos que emigraron al país, habían fallecido a causa de las enfermedades infecciosas. Durante el siglo XIX, la industria de la madera superó el comercio de pieles en importancia económica.
El deseo de tener un gobierno responsable resultó en las rebeliones abortadas de 1837. Posteriormente, el Informe de Durham recomendó la implantación de un gobierno responsable y la asimilación de los canadienses franceses en la cultura británica. El Acta de Unión de 1840 fusionó las Canadás en la Provincia Unida de Canadá. En 1849, el gobierno responsable fue establecido para todas las provincias británicas en Norteamérica. La firma del Tratado de Oregón por el Reino Unido y los Estados Unidos en 1846 puso fin a la disputa por los límites de Oregón, ampliando la frontera noroeste a lo largo del paralelo 49° N. Esto abrió el camino para la fundación de dos colonias británicas en la isla de Vancouver (1849) y en la Columbia Británica (1858). Además, el gobierno local comenzó una serie de expediciones exploratorias para reclamar la Tierra de Rupert y la región del Ártico.

### Confederación y expansión
Después de varias conferencias constitucionales, el Acta Constitucional de 1867 proclamó oficialmente la Confederación Canadiense el 1 de julio de 1867, inicialmente con cuatro provincias: Ontario, Quebec, Nueva Escocia y Nuevo Brunswick. Canadá tomó control de la Tierra de Rupert y el Territorio Noroeste para formar los Territorio del Noroeste. Los Métis sublevados llevaron a cabo la rebelión del río Rojo en 1869, creando un gobierno autónomo, aunque sofocada por la recientemente creada policía montada. Esto llevó a la creación de la provincia de Manitoba en julio de 1870. Columbia Británica e Isla de Vancouver (quienes se unieron en 1866) se unieron en 1871, mientras que la Isla del Príncipe Eduardo se unió en 1873.
El primer ministro John A. Macdonald organiza una política descrita como «etnocida» hacia los amerindios de las llanuras centrales del país para apropiarse de sus tierras, causando intencionadamente hambrunas, ejecuciones arbitrarias y asimilación forzada de niños.
El Parlamento Canadiense aprobó un proyecto de ley presentado por el partido Conservador que estableció una política nacional de aranceles para proteger la naciente industria manufacturera. Para poblar el oeste, se aprobó la construcción de tres tranvías transcontinentales (incluyendo el Canadian Pacific Railway), abriendo las planicies a la colonización con el Acta de Tierras, además de crear la Policía Montada para asegurar la soberanía sobre el territorio. En 1898, durante la fiebre del oro de Klondike, se creó el Territorio del Yukón. El gobierno liberal de Wilfrid Laurier atrajo pobladores europeos para colonizar las planicies, además de crear las provincias de Alberta y Saskatchewan en 1905.

### Guerras mundiales

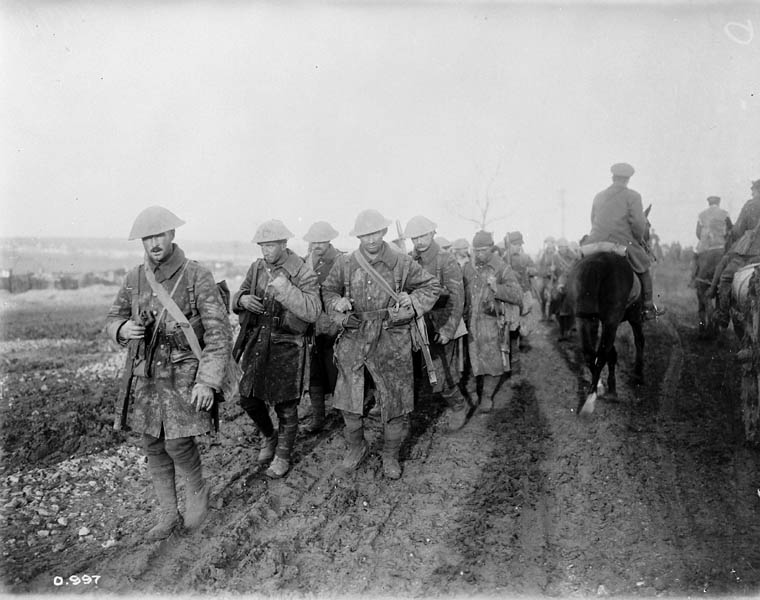
Fuerzas canadienses durante la Batalla del Somme en 1916.

La participación militar en la Primera Guerra Mundial ayudó a fomentar un sentido de nacionalidad. El Ministerio de Guerra en 1922 reportó aproximadamente 67 000 muertos y 173 000 heridos durante la guerra. El apoyo al Reino Unido durante la Primera Guerra Mundial provocó una importante crisis política sobre el servicio militar obligatorio, con los francoparlantes, principalmente de Quebec. Durante la crisis, un gran número de enemigos extranjeros (especialmente los ucranianos y alemanes) fueron puestos bajo el control del gobierno. El Partido Liberal estaba profundamente dividido, con la mayoría de sus líderes angloparlantes uniéndose al gobierno unionista encabezado por el primer ministro Robert Borden, líder del partido conservador. Los liberales recuperaron su influencia después de la guerra bajo el liderazgo de William Lyon Mackenzie King, quien ejerció como primer ministro con tres términos separados entre 1921 y 1948.
La Ley de Votantes Militares de 1917 dio el voto a las mujeres que eran viudas de guerra, o tenían hijos o esposos sirviendo en el extranjero. Sindicalistas como el primer ministro Borden se comprometieron durante la campaña de 1917 a la igualdad de sufragio para las mujeres. Después de su aplastante victoria, introdujo un proyecto de ley en 1918 para extender el sufragio a las mujeres. Esta ley no tuvo contrarios, pero no se aplicaba a las elecciones provinciales y municipales de Quebec. Las mujeres de Quebec consiguieron el sufragio universal en 1940. La primera mujer elegida para el Parlamento era Agnes Macphail de Ontario en 1921.

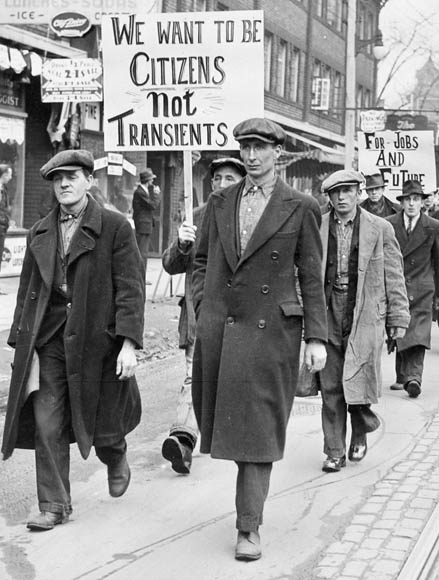
Desempleados marchan en Toronto.

Convencido de que Canadá se había destacado en los campos de batalla de Europa, el primer ministro Robert Borden exigió que tuviera un asiento separado en la Conferencia de Paz de París en 1919. A esto se opuso inicialmente no solo Reino Unido, sino también los Estados Unidos. Borden respondió señalando que como Canadá había perdido casi 60 000 hombres, el derecho a la igualdad de condición como nación había sido consagrado en el campo de batalla. El primer ministro británico David Lloyd George, finalmente cedió, y convenció a los norteamericanos que se resistían a aceptar la presencia de delegaciones de Canadá, India, Australia, Terranova, Nueva Zelanda y Sudáfrica. Estos también recibieron sus propios asientos en la Liga de las Naciones. Jugó un papel modesto en París, pero solo tener un asiento era una cuestión de orgullo.
En 1931 el Parlamento británico aprobó el Estatuto de Westminster, que le dio a cada dominio de la oportunidad de independencia legislativa casi completa de Londres. Si bien Terranova nunca adoptó el estatuto, para Canadá, el Estatuto de Westminster se convirtió en su declaración de independencia.
El país fue duramente golpeado por la Gran Depresión que comenzó en 1929. Entre 1929 y 1933, el producto nacional bruto se redujo un 40 % (frente al 37 % en los Estados Unidos). El desempleo alcanzó el 27 % en 1933. En 1930, en la primera etapa de la larga crisis, el primer ministro liberal Mackenzie King creía que la crisis era temporal y que la economía se recuperaría pronto y sin la intervención del gobierno. Se negó a proporcionar alivio del desempleo o ayuda federal a las provincias, diciendo que si los gobiernos provinciales exigieran dinero federal, él no les daría «ni cinco centavos». En las elecciones de 1930 el tema principal fue el rápido deterioro de la economía. El ganador de las elecciones de 1930 fue el conservador Richard Bedford Bennett. Bennett había prometido aranceles elevados, pero a medida que aumentó el déficit, tuvo que recortar severamente el gasto federal. Con la caída de apoyo y la depresión volviéndose cada vez peor, Bennett intentó introducir políticas basadas en el New Deal de los Estados Unidos, sin resultado. El gobierno de Bennett se convirtió en un foco de descontento popular. El fracaso conservador para restaurar la prosperidad dio lugar al regreso de los liberales de Mackenzie King en las elecciones de 1935.
Prometiendo un tratado comercial tan deseado con los Estados Unidos, el gobierno de Mackenzie King aprobó el Acuerdo Comercial Recíproco de 1935. Esto marcó el punto de inflexión en las relaciones económicas canadienses con Estados Unidos generando la reducción de aranceles, y produciendo un aumento dramático en el comercio.

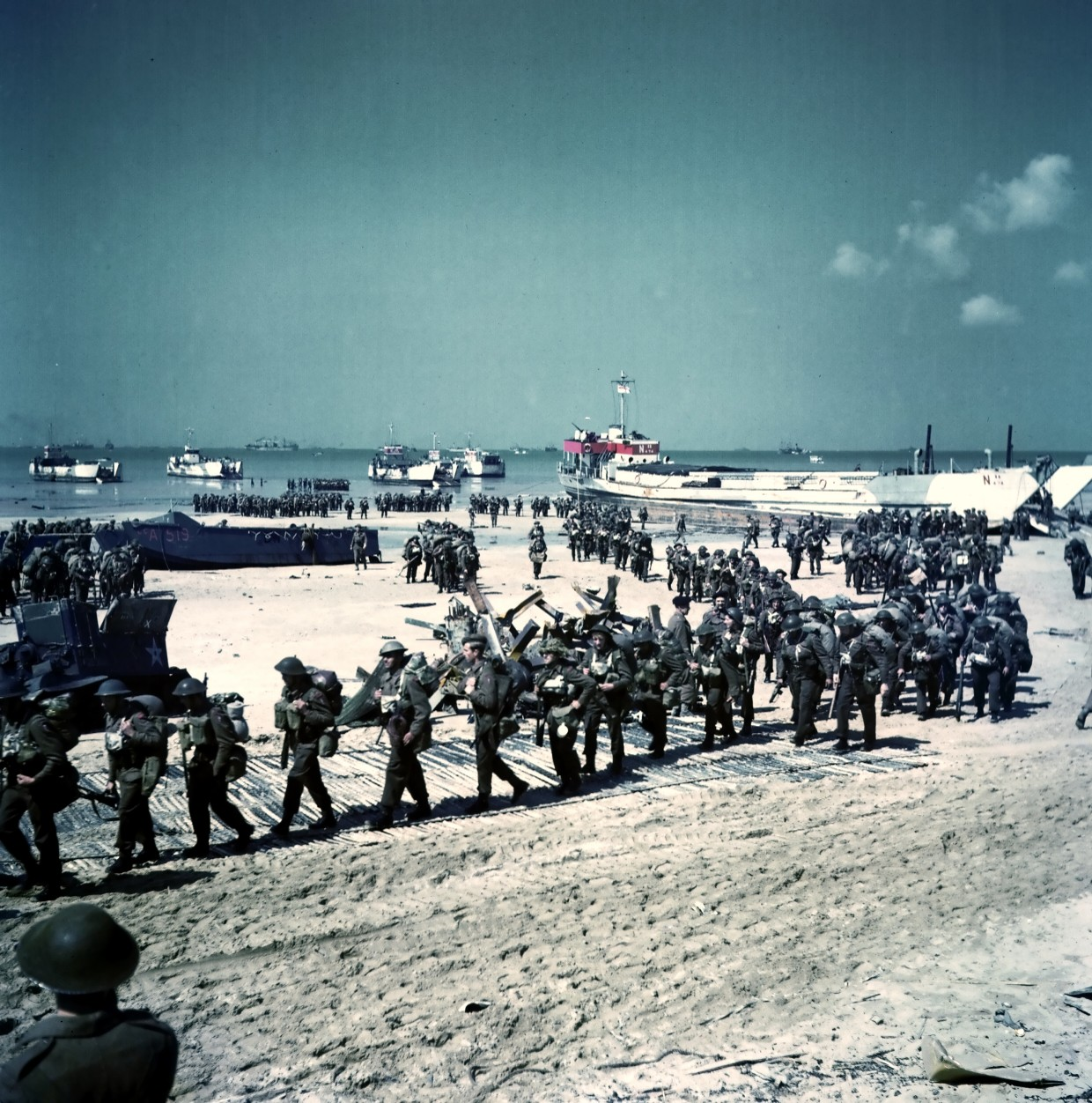
Fuerzas canadienses durante la Batalla de Normandía.

La participación de Canadá en la Segunda Guerra Mundial comenzó cuando Canadá declaró la guerra a la Alemania nazi el 10 de septiembre de 1939, una semana después del Reino Unido, para demostrar simbólicamente su independencia. La guerra restauró la economía de Canadá y su confianza en sí mismo, ya que jugó un papel importante en el Atlántico y en Europa.
El gobierno movilizó con éxito la economía de guerra, con resultados impresionantes en la producción industrial y agrícola. La depresión terminó, la prosperidad regresó, y la economía de Canadá se expandió de manera significativa. En el aspecto político, Mackenzie King rechazó cualquier idea de un gobierno de unidad nacional. La elección federal canadiense de 1940 se llevó a cabo según lo programado, produciendo otra victoria de los liberales.
Después del inicio de la guerra con Japón en diciembre de 1941, el Gobierno, en cooperación con los Estados Unidos, comenzó el internamiento japonés-canadiense, que envió 22 000 habitantes de ascendencia japonesa a campos de reasentamiento lejos de la costa. La razón fueron los temores de espionaje o sabotaje. El gobierno ignoró los informes de los militares y de la policía montada de que la mayoría de los japoneses eran respetuosos de la ley y no una amenaza.
La batalla del Atlántico comenzó inmediatamente, y fue dirigida por Leonard W. Murray, de Nueva Escocia. Submarinos alemanes operaron en aguas de Canadá durante toda la guerra, hundiendo muchos buques de guerra y mercantes. El ejército canadiense participó en la defensa fallida de Hong Kong, la infructuosa incursión de Dieppe en agosto de 1942, la invasión aliada de Italia, y la invasión de gran éxito de Francia y los Países Bajos.
Del aproximadamente 1.1 millones de canadienses que sirvieron en las fuerzas armadas en la Segunda Guerra Mundial, más de 45 000 murieron y otros 55 000 resultaron heridos.

### Época contemporánea

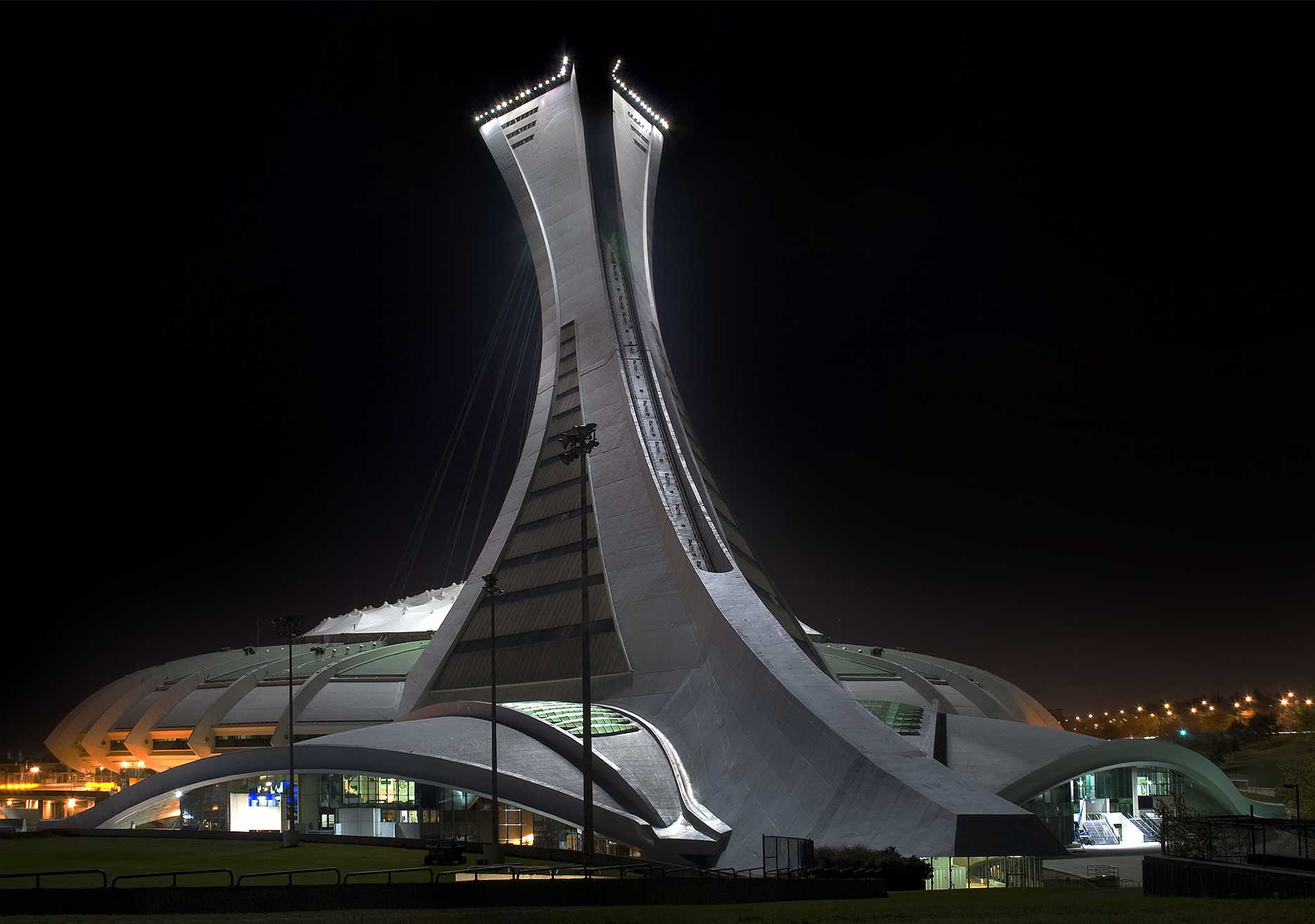
El Estadio Olímpico de Montreal fue construido para los Juegos Olímpicos de 1976, los primeros de los tres que se han celebrado en el país.

El Dominio de Terranova (ahora Terranova y Labrador), en ese tiempo un dominio con un gobierno similar al de Australia, se unió a Canadá en 1949.
Entre finales del siglo XIX y 1996, más de 150 000 niños aborígenes fueron separados de sus familias y colocados en escuelas residenciales religiosas. Muchos niños murieron allí debido a la falta de asistencia sanitaria. Además, entre los años sesenta y ochenta, 20 000 niños aborígenes fueron secuestrados de sus familias y colocados con familias no aborígenes.
El crecimiento del país, combinado con las políticas de los sucesivos gobiernos liberales, dieron lugar a la aparición de una nueva identidad canadiense, que se caracterizó por la aprobación de la actual bandera de la hoja de arce en 1965, la aplicación del bilingüismo oficial (inglés y francés) en 1969 y el multiculturalismo oficial en 1971. También se crearon programas impulsados por los socialdemócratas, tales como la asistencia sanitaria universal, el plan de pensiones y los préstamos a estudiantes; algunos gobiernos provinciales, especialmente los de Quebec y Alberta, se opusieron a muchas de ellas, tales como las incursiones federales en sus jurisdicciones. Por último, en 1982 otra serie de conferencias constitucionales dio como resultado la «patriación» de la Constitución de Canadá desde el Reino Unido, simultáneo con la creación de la Carta de los Derechos y Libertades. En 1999, Nunavut se convirtió en el tercer territorio de la federación tras una serie de negociaciones con el gobierno federal.

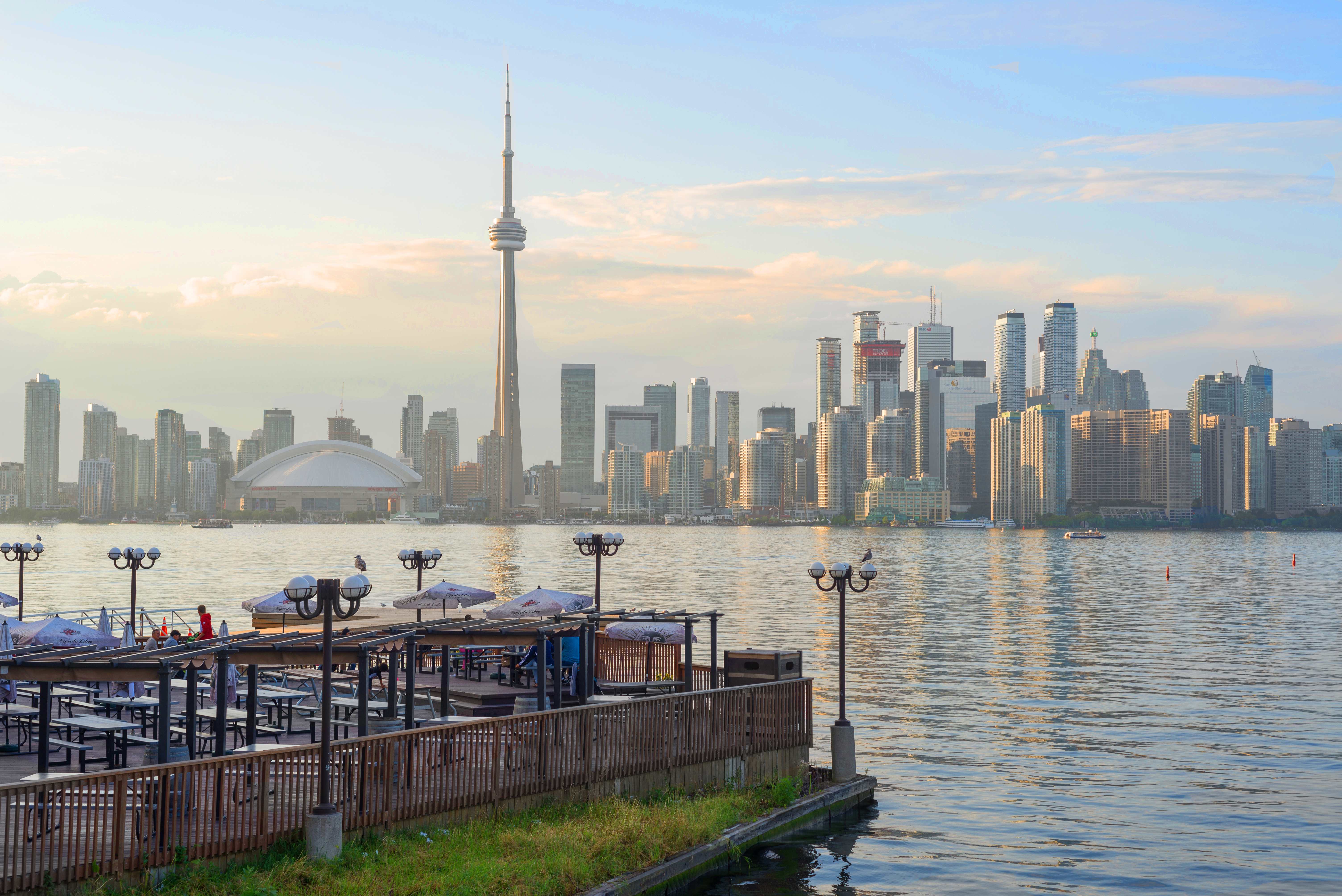
Con sus más de 550 metros de altura, la Torre CN es una de las estructuras más altas del mundo, además de que es un icono de la ciudad de Toronto.

Al mismo tiempo, Quebec fue experimentando profundos cambios sociales y económicos a través de la Revolución Tranquila, dando lugar al nacimiento de un movimiento nacionalista en la provincia y a un frente más radical llamado el Frente de Liberación de Quebec (FLQ), cuyas acciones provocaron la Crisis de octubre en 1970. Una década más tarde, en 1980, se celebró un fallido referéndum sobre la soberanía/asociación de la provincia. En 1990, hubo intentos fallidos de realizar una enmienda constitucional, seguidos por un segundo referéndum en 1995, en el que la soberanía fue rechazada por un 50.6 % en contra y un 49.4 % a favor. En 1997, la Corte Suprema dictaminó que la secesión unilateral por una provincia sería inconstitucional, por lo que el parlamento aprobó la Ley de Claridad, que describe los términos de negociación para que una provincia se retire de la Confederación.
Además de las cuestiones de soberanía de Quebec, una serie de crisis sacudió la sociedad canadiense en la década de 1980 y principios de la década de 1990. Estos incluyen la explosión del Vuelo 182 de Air India en 1985, la masacre de la Escuela Politécnica de Montreal en 1989 y la Crisis de Oka en 1990, la primera de una serie de violentos enfrentamientos entre el gobierno y los grupos aborígenes. Ese mismo año, Canadá se unió a la guerra del Golfo como parte de una fuerza de coalición dirigida por Estados Unidos y participó en varias misiones de «mantenimiento de la paz» durante el resto de la década. Aunque envió tropas hacia Afganistán en 2001, se negó a enviar tropas a Irak cuando fue invadido por Estados Unidos en 2003.

## Gobierno y política

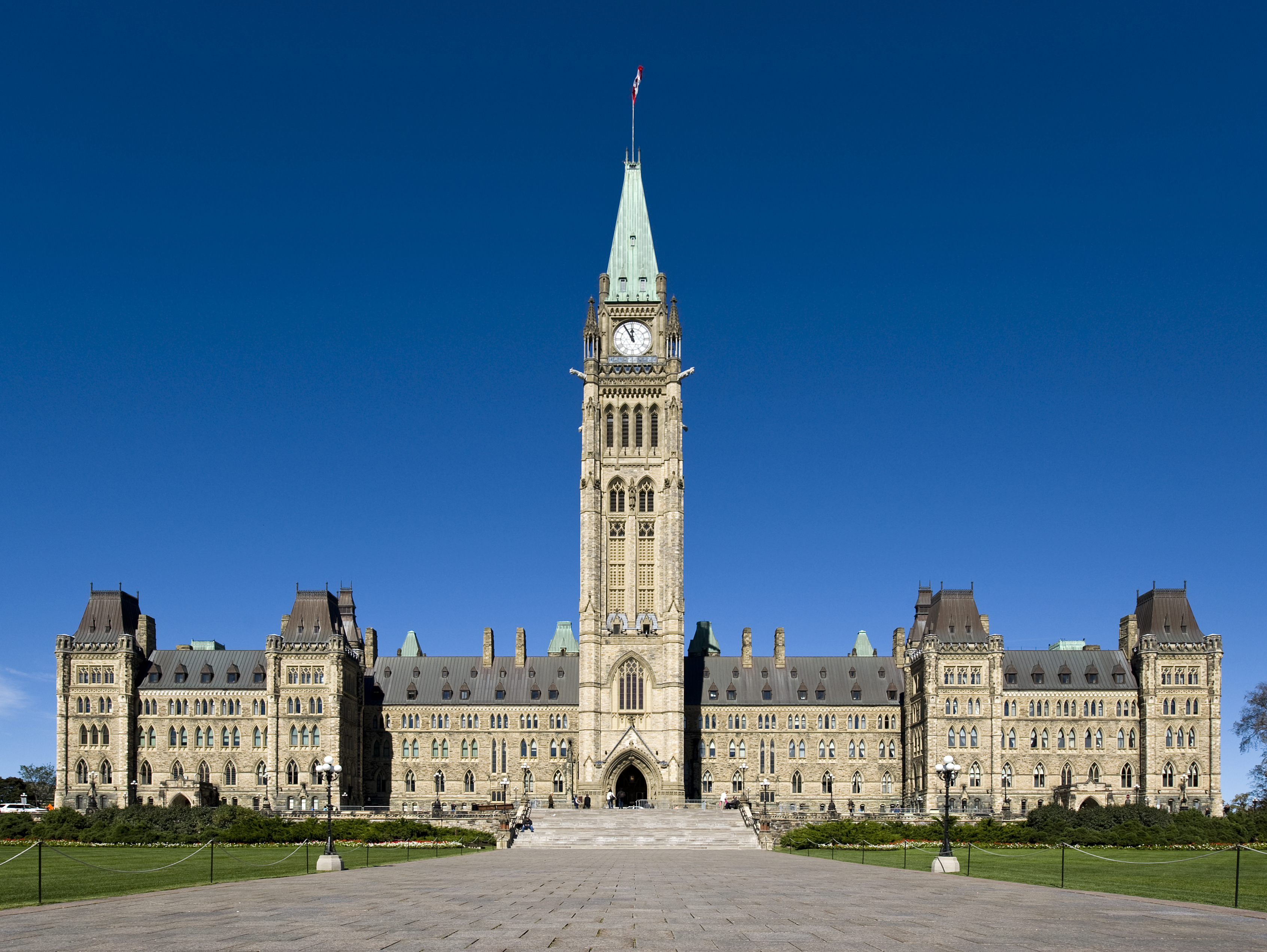
El edificio del Parlamento de Canadá en Ottawa.

Canadá tiene un gobierno parlamentario con fuertes tradiciones democráticas. El parlamento está compuesto por una Cámara de los Comunes electa por el pueblo y un Senado designado. Cada miembro del parlamento en la Cámara de los Comunes es elegido por mayoría simple en un distrito electoral o su equivalente. El primer ministro es quien convoca a elecciones generales, las cuales deben ser máximo cinco años después de la elección anterior, o pueden ser desencadenadas por el gobierno al pedir la moción de censura en el parlamento.
Los miembros del Senado, cuyos escaños son repartidos según cada región, son elegidos por el primer ministro y formalmente nombrados por el gobernador general y pueden estar en funciones hasta la edad de 75 años. En las elecciones de 2015, cinco partidos contaban con representantes elegidos para el parlamento federal: el Partido Liberal de Canadá (partido gobernante), el Partido Conservador de Canadá (la oposición oficial), el Nuevo Partido Democrático (NDP), el Bloc Québécois y el Partido Verde de Canadá.
La estructura federal divide las responsabilidades del gobierno entre el gobierno federal y el de las diez provincias. Las legislaturas provinciales son unicamerales y operan de manera similar a la Cámara de los Comunes. Los tres territorios también tienen sus propias legislaturas, pero con menos responsabilidades constitucionales que las provincias y con algunas diferencias estructurales (por ejemplo, las asambleas legislativas de los territorios del noroeste y Nunavut no obedecen a partidos políticos y operan bajo un consenso).

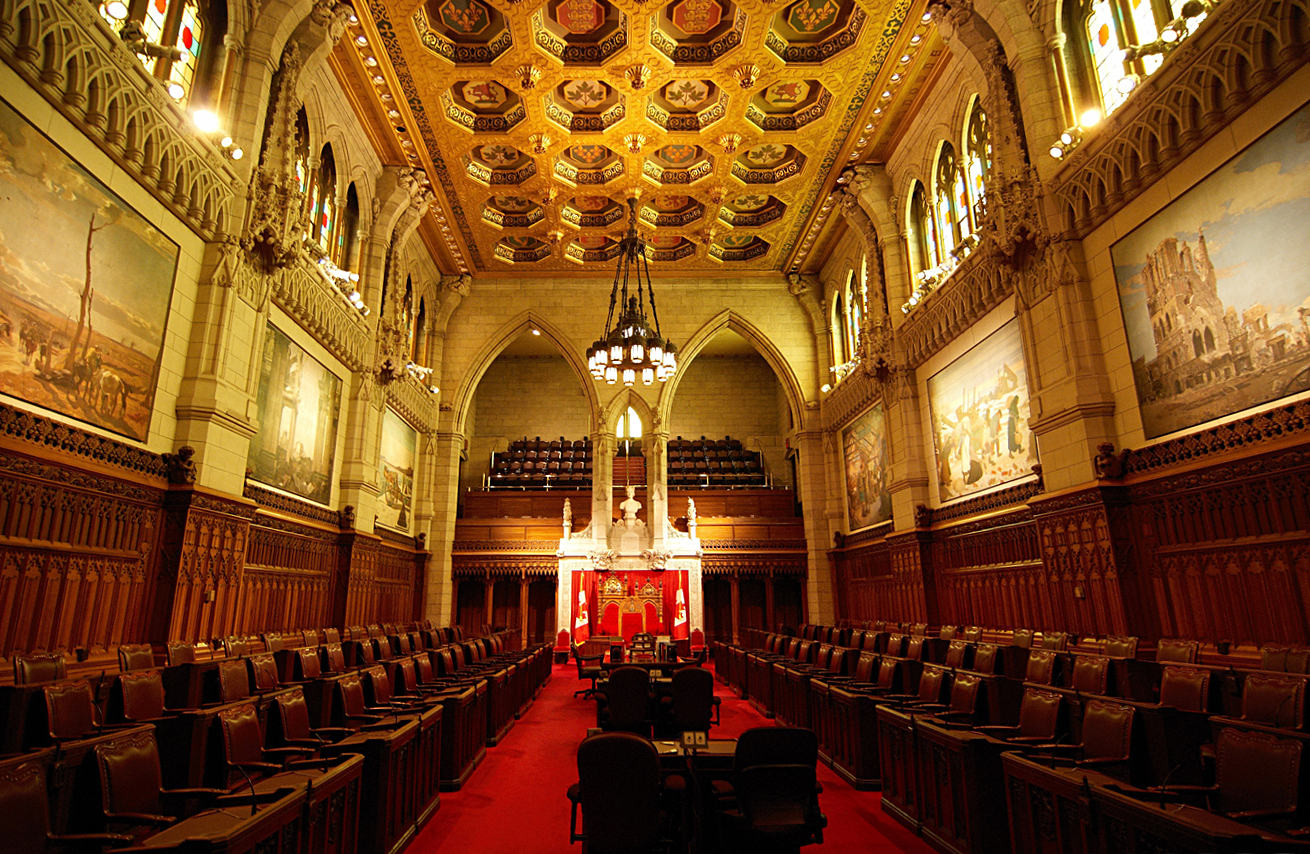
El Senado de Canadá, ubicado en la colina del parlamento.

Canadá también es una monarquía constitucional, en la que el soberano británico, Carlos III es jefe de Estado; no obstante el gobernador general, que actúa en representación del jefe de Estado, y los vicegobernadores, realizan la mayoría de funciones ceremoniales del monarca. El poder ejecutivo, en materia de política, consiste en el primer ministro (jefe de Gobierno) y el gabinete, quienes llevan las decisiones diarias del gobierno. El gabinete está compuesto por ministros que generalmente son seleccionados de la Cámara de los Comunes, encabezados por el primer ministro, que normalmente es el líder del partido que mantiene la mayoría en dicha cámara. A diferencia de otros países de la Mancomunidad de Naciones, como el caso de Australia, no se ha planteado la celebración de un referéndum que cuestione la posibilidad de convertir al país en una república.
La Oficina del primer ministro (OPM) es una de las instituciones más poderosas en el gobierno, cuya función es la de iniciar el proceso legislativo para su aprobación en el parlamento y la de seleccionar, además de los miembros del gabinete, a senadores, magistrados de la corte federal, jefes de empresas de la Corona y de organismos gubernamentales y al gobernador general. Formalmente, la Corona aprueba la legislación parlamentaria y las órdenes del primer ministro. El líder del partido político que cuenta con la segunda mayor cantidad de asientos, se convierte en el líder de la oposición y es parte de un sistema parlamentario acusatorio, destinado a mantener el gobierno en una constante verificación. Mary Simon es la gobernadora general desde el 26 de julio de 2021; Justin Trudeau, líder del Partido Liberal de Canadá, es el primer ministro desde el 4 de noviembre de 2015; y Andrew Scheer, líder del Partido Conservador de Canadá, es el líder de la oposición desde el 27 de mayo de 2017.

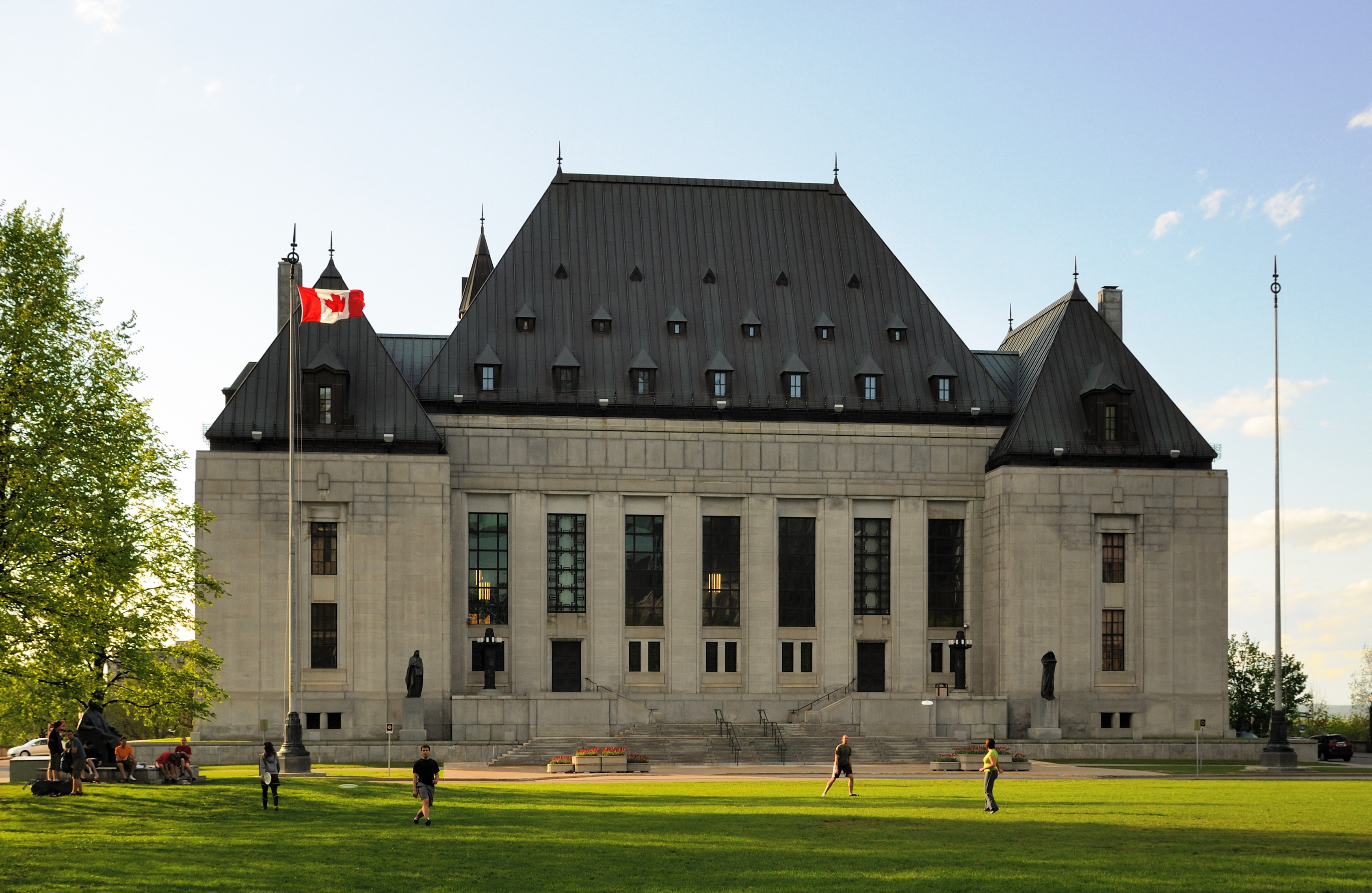
La Corte Suprema de Canadá, en Ottawa.

El poder judicial desempeña un papel importante en la interpretación de las leyes y tiene el poder de revocar aquellas que violen la Constitución. La Corte Suprema de Canadá es el tribunal más alto y constituye la última instancia para los delitos; desde el año 2000 es presidida por la jueza Beverley McLachlin. Sus nueve miembros son nombrados por el gobernador general con el asesoramiento del primer ministro y del ministro de justicia. Todos los jueces a nivel superior y de apelación son nombrados previa consulta con los órganos judiciales no gubernamentales. El gobierno federal también nombra a los jueces a los tribunales superiores en los niveles provinciales y territoriales. Los judiciales de los niveles inferiores en provincias y territorios son responsabilidad de sus respectivos gobiernos.
El derecho anglosajón (Common law) prevalece en todo el país, excepto en Quebec, donde predomina el sistema romano francés. El derecho penal es responsabilidad federal y es uniforme en todo el territorio nacional. La aplicación de la ley y los tribunales penales son responsabilidad del gobierno provincial, aunque en las zonas rurales de todas las provincias, excepto en Ontario y Quebec, corre por cuenta de la Policía Montada del Canadá.

### Relaciones exteriores y fuerzas armadas

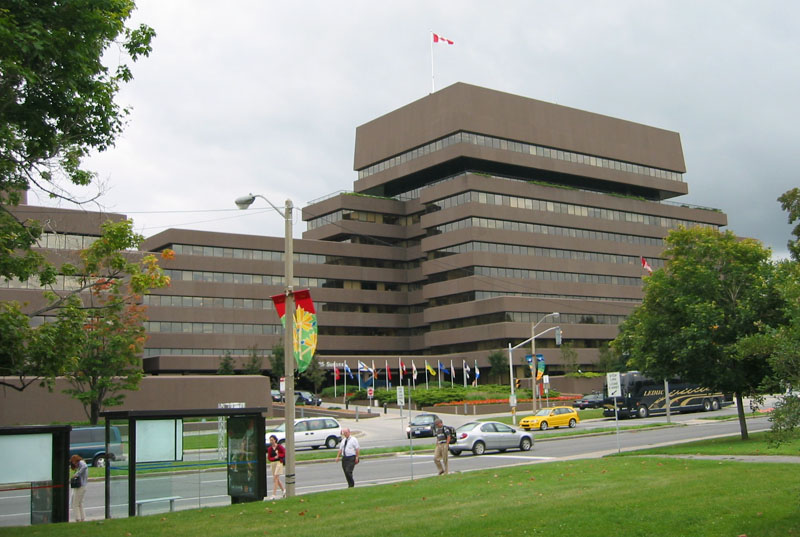
Edificio de la Agencia de Relaciones Exteriores y Comercio Internacional de Canadá, en Ottawa.

Canadá y los Estados Unidos comparten la frontera desarmada más larga del mundo, cooperan en las campañas y ejercicios militares, además de ser cada uno el mayor socio comercial del otro. Sin embargo, el primero tiene una política exterior independiente, notable por mantener plenas relaciones con Cuba y por negarse a participar en la guerra de Irak. El país también mantiene lazos históricos con el Reino Unido, Francia y otras antiguas colonias británicas y francesas, gracias a su adhesión en la Mancomunidad de Naciones y en la Francofonía. Además, otro aspecto notable de sus relaciones exteriores es la relación fuerte y positiva con los Países Bajos, y tradicionalmente el gobierno neerlandés regala tulipanes (símbolo nacional neerlandés) a Canadá cada año, en recuerdo de la contribución de este último país a su liberación de la ocupación alemana.
Actualmente emplea a una fuerza militar profesional, cuyo personal asciende a cerca de 67 000 efectivos y unos 26 000 en la reserva. Las Fuerzas Canadienses (FC) unifican en un solo cuerpo al ejército, la armada y la fuerza aérea. Los grandes equipos militares de las FC incluyen 1400 vehículos blindados, 33 buques de guerra y 861 aviones caza.
El fuerte apego al Imperio británico y a la Mancomunidad, llevó al país a participar en la mayoría de las incursiones militares británicas en la segunda guerra de los bóer, la Primera Guerra Mundial y la Segunda Guerra Mundial. Desde entonces, Canadá ha sido un defensor del multilateralismo, realizando esfuerzos para resolver los problemas mundiales en colaboración con otras naciones. Además, fue uno de los países fundadores de la Organización de las Naciones Unidas en 1945 y de la Organización del Tratado del Atlántico Norte en 1949. Durante la Guerra Fría, fue un importante contribuyente a las fuerzas de las Naciones Unidas en la guerra de Corea y junto con Estados Unidos fundó el Mando Norteamericano de Defensa Aeroespacial (NORAD), para defenderse de posibles ataques aéreos de la Unión Soviética.

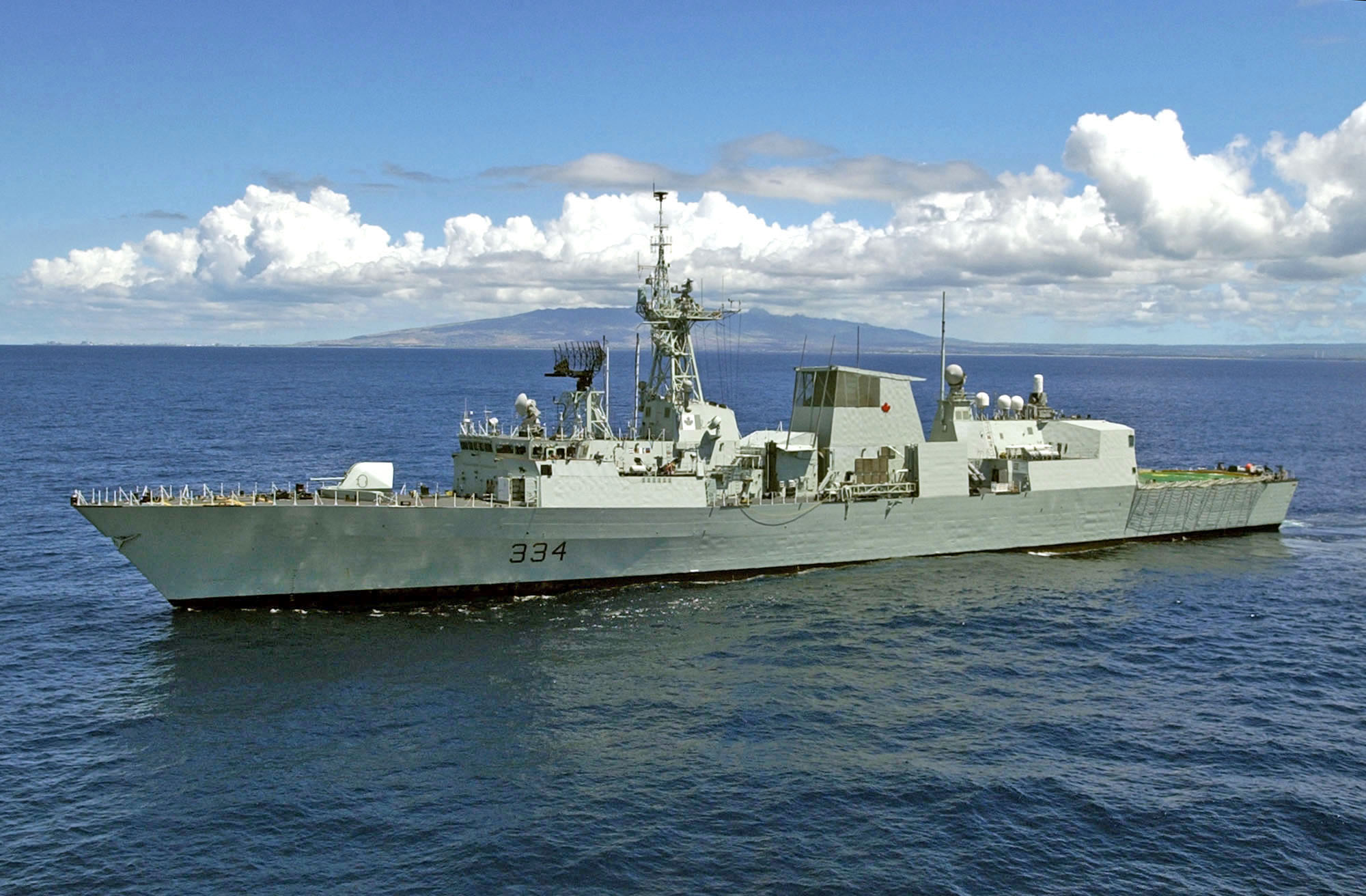
La fragata de la clase Halifax, Regina, un buque de guerra de la Armada Canadiense.

Durante la Crisis de Suez de 1956, el futuro primer ministro Lester Bowles Pearson alivió las tensiones al proponer la creación de las Fuerzas de paz de las Naciones Unidas, con lo que fue galardonado con el Premio Nobel de la Paz de 1957. Como se trataba de la primera misión de mantenimiento de paz de la ONU, a menudo Pearson es acreditado como el inventor de este concepto. Canadá ha servido desde entonces en cincuenta misiones de mantenimiento de paz, incluyendo cada campaña realizada por la ONU hasta 1989, y mantiene varios regimientos en misiones internacionales en Ruanda, la antigua Yugoslavia y otros lugares; el país ha enfrentado controversia sobre su participación en el extranjero, en particular en el Asunto de Somalia de 1993. El número de militares canadienses participando en misiones de mantenimiento de paz disminuyó considerablemente en los dos últimos decenios. El 30 de junio de 2006, 133 canadienses se encontraban en misiones de la ONU en todo el mundo, incluyendo a 55 miembros de las FC, en comparación con los 1044 militares que estaban bajo el mando de la ONU el 31 de diciembre de 1996.
Canadá se unió a la Organización de los Estados Americanos (OEA) en 1990, además de que la Asamblea General de la OEA se celebró en Windsor, Ontario, en junio de 2000 y la tercera Cumbre de las Américas en la ciudad de Quebec en abril de 2001. También pretende ampliar sus lazos con las economías de la cuenca del Pacífico a través de su membresía en el Foro de Cooperación Económica Asia-Pacífico (APEC).

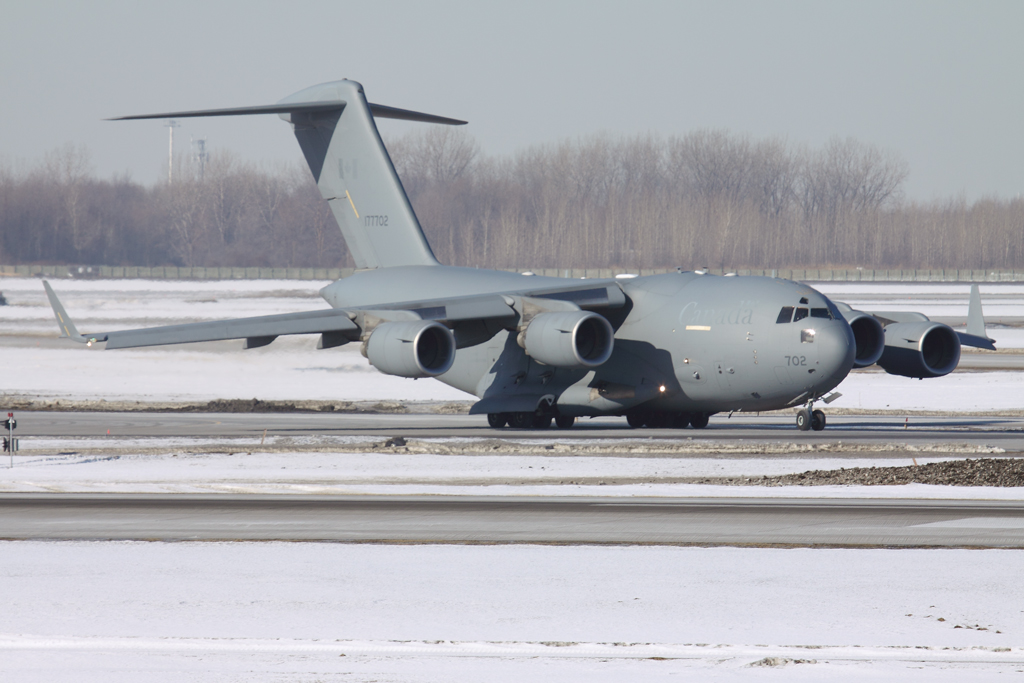
CC-177 Globemaster III de la Real Fuerza Aérea Canadiense despegando del Aeropuerto Internacional Pierre Elliott Trudeau en Montreal.

Desde 2001, las FC han tenido tropas desplegadas en Afganistán como parte de la Fuerza de Estabilización de Estados Unidos y de la Fuerza Internacional de Asistencia para la Seguridad. Sin embargo, se comprometieron a retirarse de la provincia de Kandahar para el año 2011, al tiempo que se anunció que el gasto total estimado de la guerra en Afganistán es de más 11.3 millones de dólares. Canadá y los Estados Unidos siguen integrando agencias estatales y provinciales para reforzar la seguridad a lo largo de su frontera, a través de la Iniciativa de Viaje del Hemisferio Occidental.
En febrero de 2007, Canadá, Italia, Reino Unido, Noruega y Rusia anunciaron sus planes de financiación de un proyecto de 1.5 millones de dólares para ayudar a desarrollar vacunas que podrían salvar millones de vidas en las naciones pobres e invitaron a otros países a unirse a ellos. En agosto de 2007, la soberanía canadiense en aguas del Ártico fue desafiada después de una expedición submarina rusa al Polo Norte; los canadienses han considerado esa área como territorio soberano desde 1925.
El departamento del gobierno de Canadá responsable de los programas sociales y del mercado laboral a nivel federal (Employment and Social Development Canada) es miembro de la Conferencia interamericana de seguridad social (CISS).

### Derechos humanos
En materia de derechos humanos, respecto a la pertenencia a los siete organismos de la Carta Internacional de Derechos Humanos, que incluyen al Comité de Derechos Humanos (HRC), Canadá ha firmado o ratificado:
| Canadá | Tratados internacionales | Tratados internacionales | Tratados internacionales | Tratados internacionales | Tratados internacionales  | Tratados internacionales | Tratados internacionales | Tratados internacionales | Tratados internacionales | Tratados internacionales | Tratados internacionales | Tratados internacionales | Tratados internacionales | Tratados internacionales    | Tratados internacionales | Tratados internacionales  | Tratados internacionales    | Tratados internacionales  |
| --- | --- | ------------------------ | --- | --- | ------------------------- | ------------------------ | ------------------------ | ------------------------ | ------------------------ | ------------------------ | ------------------------ | ------------------------ | ------------------------ | --------------------------- | ------------------------ | ------------------------- | --------------------------- | ------------------------- |
| Canadá | CESCR | CESCR                    | CCPR | CCPR | CCPR                      | CERD                     | CED                      | CEDAW                    | CEDAW                    | CAT                      | CAT                      | CRC                      | CRC                      | CRC                         | CRC                      | MWC                       | CRPD                        | CRPD                      |
| Canadá | CESCR | CESCR-OP                 | CCPR | CCPR-OP1 | CCPR-OP2-DP               | CERD                     | CED                      | CEDAW                    | CEDAW-OP                 | CAT                      | CAT-OP                   | CRC                      | CRC-OP-AC                | CRC-OP-SC                   | CRC-OP-CP                | MWC                       | CRPD                        | CRPD-OP                   |
| Pertenencia | Canadá ha reconocido la competencia de recibir y procesar comunicaciones individuales por parte de los órganos competentes. | Sin información.         | Canadá ha reconocido la competencia de recibir y procesar comunicaciones individuales por parte de los órganos competentes. | Canadá ha reconocido la competencia de recibir y procesar comunicaciones individuales por parte de los órganos competentes. | Ni firmado ni ratificado. | Firmado y ratificado.    | Sin información.         | Firmado y ratificado.    | Firmado y ratificado.    | Firmado y ratificado.    | Sin información.         | Firmado y ratificado.    | Firmado y ratificado.    | Firmado pero no ratificado. | Sin información.         | Ni firmado ni ratificado. | Firmado pero no ratificado. | Ni firmado ni ratificado. |
| Firmado y ratificado, firmado, pero no ratificado, ni firmado ni ratificado, sin información, ha accedido a firmar y ratificar el órgano en cuestión, pero también reconoce la competencia de recibir y procesar comunicaciones individuales por parte de los órganos competentes. | |                          | | |                           |                          |                          |                          |                          |                          |                          |                          |                          |                             |                          |                           |                             |                           |

## Organización territorial: Provincias y territorios
Canadá es una federación compuesta de diez provincias y tres territorios. A su vez, pueden ser agrupados en regiones: Oeste de Canadá, Canadá Central, Canadá Atlántica y Norte de Canadá (el último está formado por los tres territorios). El Este de Canadá se refiere a Canadá Central y Canadá Atlántica juntos. Las provincias tienen más autonomía que los territorios, además de que son responsables de la mayoría de los programas sociales del país (tales como la atención de la salud, educación y bienestar) y juntas reciben más ingresos que el gobierno federal, una estructura casi única entre las federaciones en el mundo. Sin embargo, es el gobierno federal quien puede iniciar las políticas nacionales en áreas provinciales, como la Ley de Salud de Canadá; las provincias pueden optar por modelos distintos a estos, pero rara vez lo hacen en la práctica. Los pagos de compensación son hechos por el gobierno federal para asegurar que se mantengan normas razonablemente uniformes de servicios e impuestos entre las provincias más ricas y más pobres.
| Provincias y territorios del Canadá | Provincias y territorios del Canadá | Provincias y territorios del Canadá | Provincias y territorios del Canadá | Provincias y territorios del Canadá | Provincias y territorios del Canadá | Provincias y territorios del Canadá | Provincias y territorios del Canadá | Provincias y territorios del Canadá |
| Mapa | ⠀⠀⠀⠀⠀Provincia⠀⠀⠀⠀⠀ o territorio    | Cód. ISO                            | Capital                             | Año                                 | Población (2023)                    | Área (km²)                          | Área (km²)                          | Área (km²)                          |
| Mapa | ⠀⠀⠀⠀⠀Provincia⠀⠀⠀⠀⠀ o territorio    | Cód. ISO                            | Capital                             | Año                                 | Población (2023)                    | Tierra                              | Agua                                | Total                               |
| --- | ----------------------------------- | ----------------------------------- | ----------------------------------- | ----------------------------------- | ----------------------------------- | ----------------------------------- | ----------------------------------- | ----------------------------------- |
| Bahía de Hudson Golfo de San Lorenzo Océano Atlántico Océano Pacífico Yukón Columbia Británica Nunavut Territorios del Noroeste Mar de Beaufort Océano Ártico Quebec Ontario Saskatchewan Alberta Terranova y Labrador Nuevo Brunswick Manitoba Isla del Príncipe Eduardo Nueva Escocia Groenlandia (Dinamarca) Bahía de Baffin San Pedro y Miquelón (Francia) Alaska (EE. UU.) Estados Unidos |                                     |                                     |                                     |                                     |                                     |                                     |                                     |                                     |
| Ontario 1 | ON                                  | Toronto                             | 1867                                | 15 703 811                          | 917 741                             | 158 654                             | 1 076 395                           |                                     |
| Quebec 1 | QC                                  | Quebec                              | 1867                                | 8 913 764                           | 1 356 128                           | 185 928                             | 1 542 056                           |                                     |
| Nueva Escocia² | NS                                  | Halifax                             | 1867                                | 1 066 083                           | 53 338                              | 1946                                | 55 284                              |                                     |
| Nuevo Brunswick² | NB                                  | Fredericton                         | 1867                                | 846 349                             | 71 450                              | 1458                                | 72 908                              |                                     |
| Manitoba³ | MB                                  | Winnipeg                            | 1870                                | 1 458 421                           | 553 556                             | 94 241                              | 647 797                             |                                     |
| Territorios del Noroeste | NT                                  | Yellowknife                         | 1870                                | 45 867                              | 1 183 085                           | 163 021                             | 1 346 106                           |                                     |
| Columbia Británica² | BC                                  | Victoria                            | 1871                                | 5 509 558                           | 925 186                             | 19 549                              | 944 735                             |                                     |
| Isla del Príncipe Eduardo² | PE                                  | Charlottetown                       | 1873                                | 181 000                             | 5660                                | —                                   | 5660                                |                                     |
| Yukón5 | YT                                  | Whitehorse                          | 1898                                | 44 669                              | 474 391                             | 8052                                | 482 443                             |                                     |
| Saskatchewan 4 5 | SK                                  | Regina                              | 1905                                | 1 233 757                           | 591 670                             | 59 366                              | 651 036                             |                                     |
| Alberta 4 5 | AB                                  | Edmonton                            | 1905                                | 4 800 615                           | 642 317                             | 19 531                              | 661 848                             |                                     |
| Terranova y Labrador² | NL                                  | San Juan de Terranova               | 1949                                | 536 558                             | 373 872                             | 31 340                              | 405 212                             |                                     |
| Nunavut5 | NU                                  | Iqaluit                             | 1999                                | 40 728                              | 1 936 113                           | 157 077                             | 2 093 190                           |                                     |
| Canadá |                                     | Ottawa                              |                                     | 40 381 192                          | 9 084 507                           | 900 163                             | 9 984 670                           |                                     |

Notas:
1. Hasta antes de la formación de la Confederación, Ontario y Quebec formaban la Provincia de Canadá.
2. Nueva Escocia, Nuevo Brunswick, la Columbia Británica y la Isla del Príncipe Eduardo eran colonias separadas cuando se unieron a la Confederación. Antes de su entrada, Terranova era un Dominio de la Mancomunidad Británica de Naciones.
3. Manitoba se conformó al mismo tiempo que los Territorios del Noroeste.
4. Saskatchewan y Alberta fueron creadas a partir de los Territorios del Noroeste.
5. Canadá no adquirió nuevo territorio para crear el Yukón, Alberta, Saskatchewan ni Nunavut. Estos se formaron a partir de los Territorios del Noroeste.

## Geografía y clima

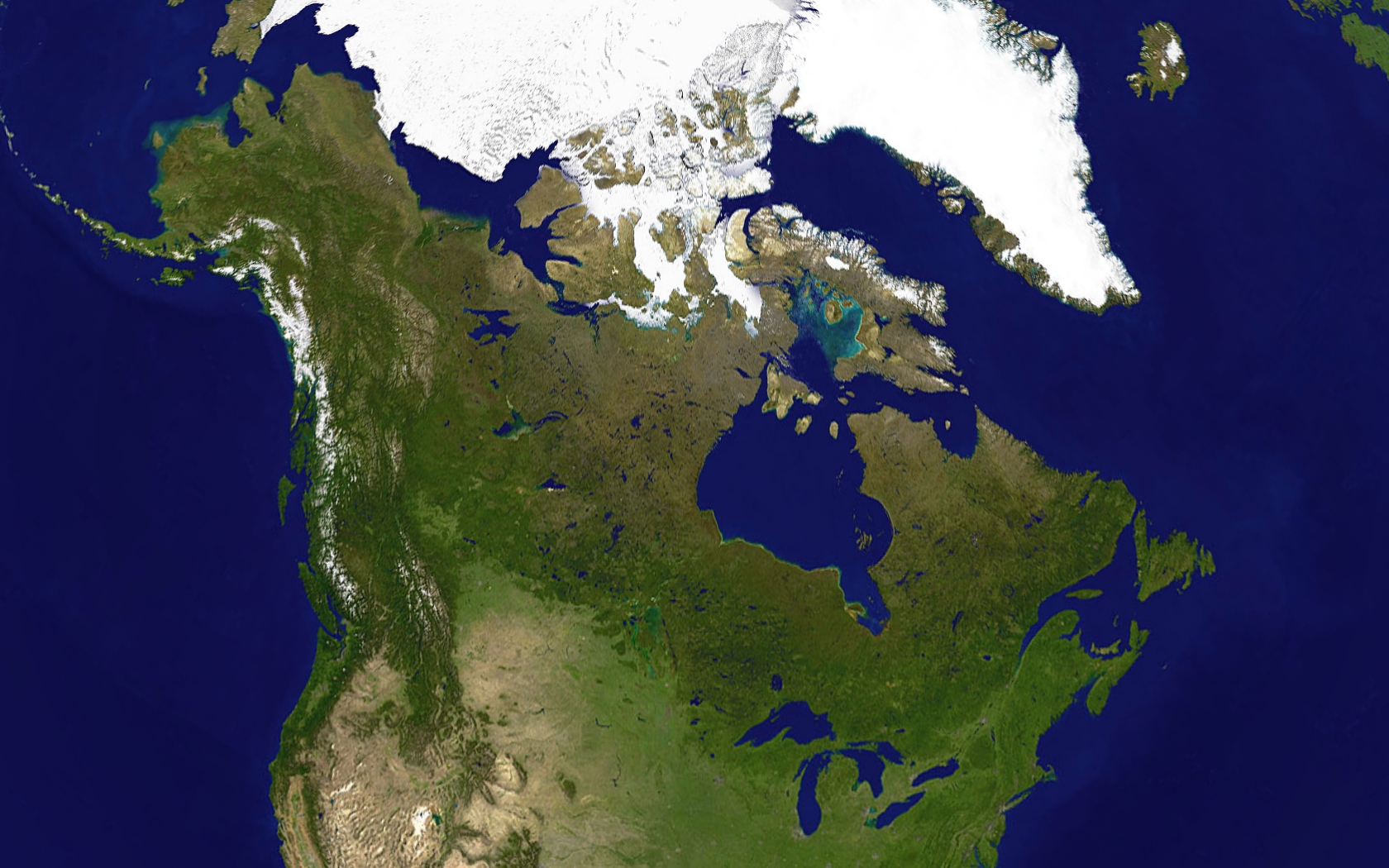
Imagen de satélite de Canadá.

Canadá ocupa gran parte del norte de Norteamérica, compartiendo sus fronteras terrestres con los Estados Unidos contiguos al sur y con el estado y territorio de Alaska hacia el noroeste, extendiéndose desde el océano Atlántico en el este hasta el océano Pacífico en el oeste; al norte limita con el océano Ártico. Por su área total (incluyendo sus aguas), es el segundo país más grande del mundo, después de Rusia. Por su área de tierra, ocupa el cuarto lugar (el área de tierra es el área total menos el área de los lagos y ríos).
Desde 1925, reclama la región del Ártico entre los meridianos 60° O y 141° O, pero esta afirmación no es reconocida universalmente. El asentamiento más septentrional en el país (y en el mundo) es la estación de Alert de las FC, ubicada en el extremo norte de la isla Ellesmere a 82.5° N, a solamente 817 km del Polo Norte. Gran parte del Ártico canadiense está cubierto por hielo y permafrost. También es el país con el litoral más extenso del mundo: 202 080 km.
La densidad de población, de 3.3 hab./km², está entre las más bajas en el mundo. La parte más densamente poblada del país es la zona de la ciudad de Quebec y el corredor Windsor, (situado en el sur de Quebec y Ontario) a la orilla de los Grandes Lagos y el río San Lorenzo.

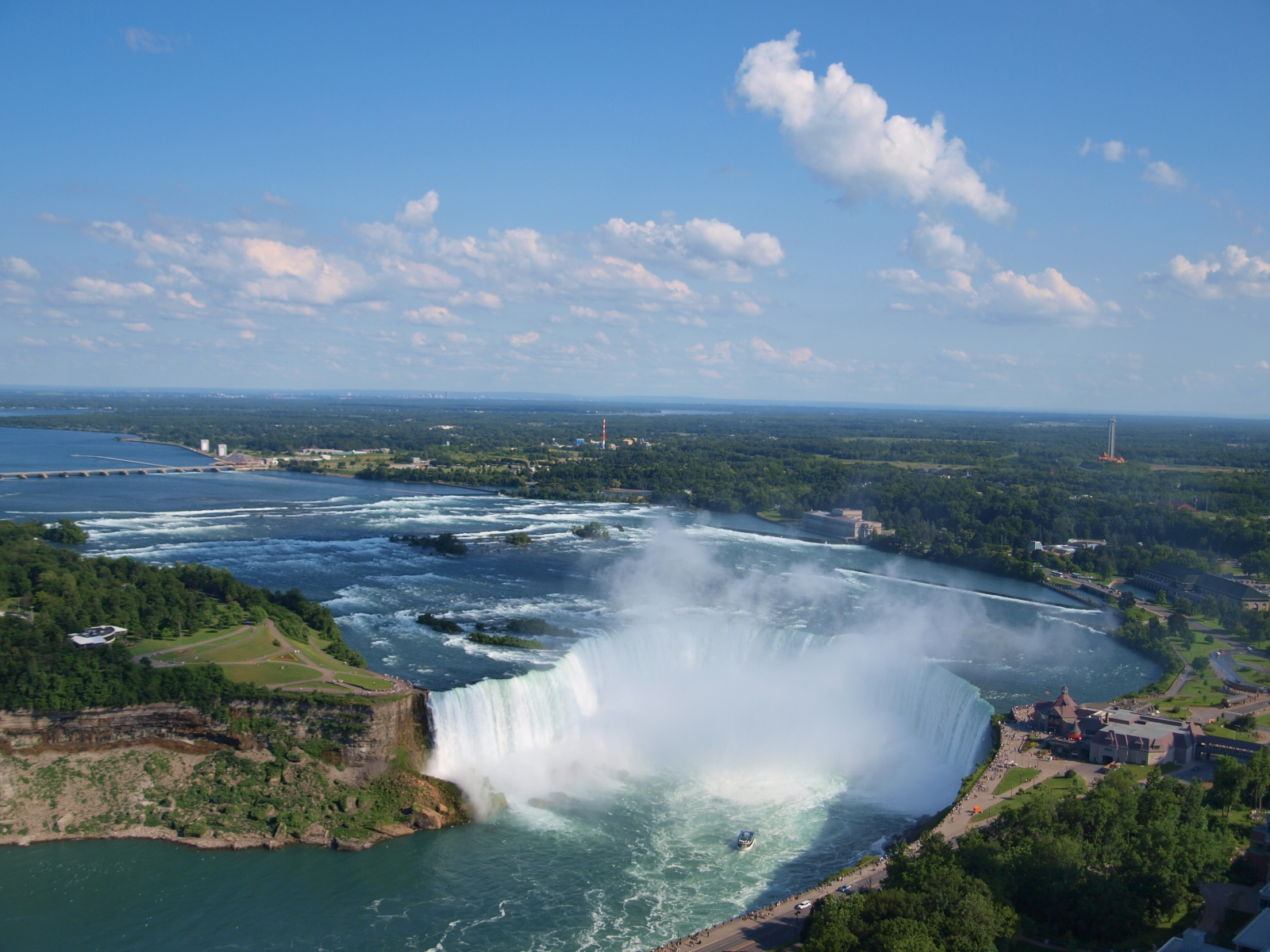
Las Cataratas del Niágara son unas de las caídas de agua más caudalosas del mundo, además de que proporcionan energía hidráulica.

Canadá tiene un litoral extenso, hacia el este, norte y oeste, y desde el último período glaciar cuenta con ocho regiones de bosques distintos, incluyendo una amplia zona de taiga sobre el Escudo Canadiense. La inmensidad y la variedad de la geografía, la ecología, la vegetación y el relieve de Canadá, han dado lugar a una amplia variedad de climas en todo el país. Debido también a su gran tamaño, Canadá tiene más lagos que cualquier otro país, por lo que también contiene gran parte del agua dulce del mundo. También hay glaciares que contienen agua dulce en las Montañas Rocosas y en las Montañas Costeras.

### Relieve
El relieve del país se compone principalmente del Escudo Canadiense que se localiza en el centro y este del país y las Montañas Rocosas, localizadas en el oeste. El Escudo Canadiense es un relieve morfológico compuesto de una penillanura de granito, gneis y pizarras distribuido alrededor de la bahía de Hudson, principal accidente geográfico del país. Por su lado oriental, el escudo canadiense está formado por la Altiplanicie laurentina. El cinturón es cerrado por su lado más septentrional por las diversas islas que se encuentran en el norte de Canadá, como las de Baffin o Isla Victoria, las dos de mayor tamaño del país.
Al oeste del Escudo Canadiense, y separada por las grandes llanuras, se encuentran las Montañas Rocosas, que aunque sin contar con la anchura ni la altitud con la que atraviesa los Estados Unidos, sirve de barrera entre el centro del país y la costa oeste. Cuentan con una anchura de 800 km y alcanza la costa del Pacífico, formando distintas cordilleras separadas por depresiones estrechas y alargadas. En esta zona se localizan las mayores altitudes del país, como el monte Logan, al oeste, la montaña más alta de Canadá con 5959 m, seguida del monte San Elías, con 5488 m, en la frontera con Alaska, el monte Lucania (5226 m), el Pico King (5173 m) o el monte Steele (5073 m), todos ellos en el Territorio de Yukón.
La costa occidental, la Pacífica, es muy recortada, con numerosos entrantes y salientes, además de numerosas islas, siendo la de mayor tamaño la Isla de Vancouver, con 32 134 km², además del archipiélago Haida Gwaii. La costa oriental, es igualmente recortada, con numerosos accidentes geográficos como la isla de Terranova (108 860 km²), el Golfo de San Lorenzo o la península de Nueva Escocia. La costa ártica, en el norte, es la menos conocida, al estar permanentemente cubierta de hielo. También es una costa muy recortada, y con numerosos estrechos, pasos e islas. En él se encuentra la bahía de Hudson, la más importante del país, con una superficie de 1 230 000 km².

### Islas
Artículo principal: Islas de Canadá
Canadá tiene, como parte de su enorme territorio, numerosas ínsulas. Las cuatro islas más extensas son la isla de Baffin, la isla Victoria, la isla de Ellesmere y la isla de Terranova, todas las cuales superan los 100 000 km². Un aspecto peculiar de la gran cantidad de islas y lagos de Canadá es que, por ejemplo, en la isla Victoria hay varios lagos, uno de los cuales tiene en su interior varias islas, una de las cuales tiene en su interior varios lagos.

### Hidrografía

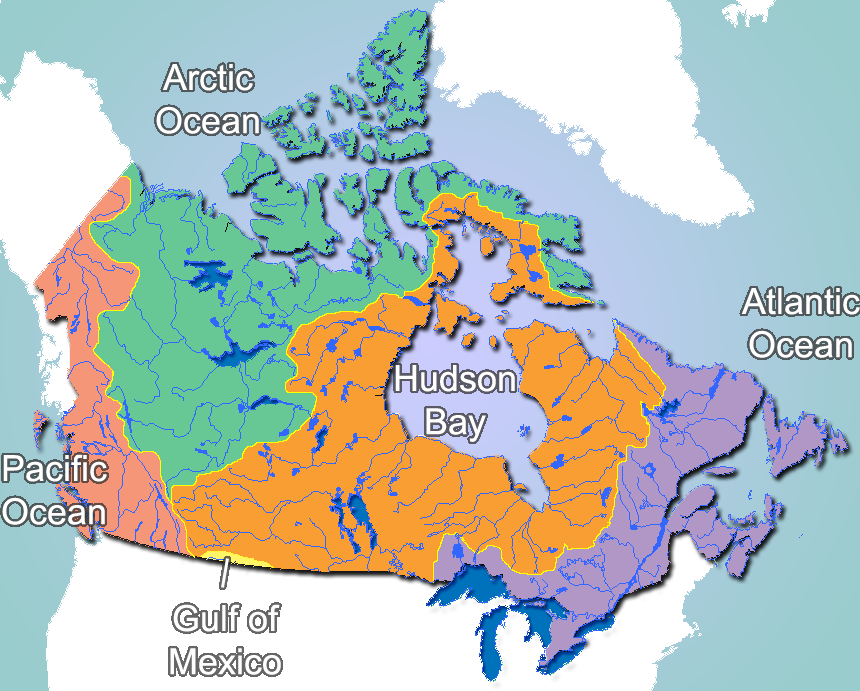
Cuencas hidrográficas de Canadá

Canadá posee el 7 % de las reservas de agua dulce del mundo, una cuarta parte de las tierras húmedas y la tercera mayor cantidad de glaciares del mundo, solo por detrás de la Antártida y Groenlandia.
El 8 % del territorio canadiense está compuesto por lagos o ríos, siendo Quebec y Ontario las provincias con mayor densidad de lagos. Canadá comparte con los Estados Unidos cuatro de los cinco Grandes Lagos (con excepción del lago Míchigan), siendo en Lago Superior el más profundo (406 m) y el de mayor tamaño (82 000 km²), siendo el Eire el de menor volumen y menor profundidad (64 m) y el Ontario el de menor superficie (18 960 km²). Otros lagos de gran tamaño son el Gran Lago del Oso (31 792 km²), el Gran Lago del Esclavo (28 438 km²), ambos en el Territorio del Noroeste, y el Winnipeg (24 514 km²) en Manitoba. En Canadá hay más de quinientos lagos con más de 100 km², y más de 31 000 con una superficie comprendida entre los 3 y los 100 km².
En el país hay cinco principales cuencas hidrográficas que drenan las aguas de los distintos ríos y lagos canadienses. Estas son las del océano Glacial Ártico, la del Atlántico, la del Pacífico, la de la bahía de Hudson y la del golfo de México.
El principal río del país es el Mackenzie, que cuenta con una longitud de 1738 km, naciendo en el Gran Lago del Esclavo y desembocando en el noroeste, por el océano Ártico. Otros ríos de especial importancia son el río Fraser con más de 1375 km de longitud y que es el río más largo de Columbia Británica. El río Columbia es uno de los ríos más importancia de Norteamérica, con una longitud de 2044 km, aunque más de la mitad de su curso pertenece a los Estados Unidos. En el este del país, destaca el Río San Lorenzo, con más de 3000 km de longitud, naciendo en el lago Ontario para servir posteriormente de frontera con Estados Unidos, y dirigirse posteriormente hacia el noreste, atravesando ciudades de importancia como Montreal o Quebec.

### Climatología

Tipos de clima de Canadá

Según la clasificación climática de Koppen, Canadá cuenta con doce tipos de climas distintos.
La mayor parte del interior de Canadá cuenta con un clima subártico, que cuenta con una gran amplitud térmica anual, alcanzando los -40 °C en invierno y los 30 °C en verano, aunque cuenta con un verano corto. En las regiones continentales, la nieve puede cubrir el suelo durante casi seis meses. En el oeste del país, coincidiendo con el norte de la región montañosa de Columbia Británica se da un clima subártico de verano seco.
La temperatura promedio en invierno y verano varía según la ubicación. Los inviernos pueden ser duros en muchas regiones del país, especialmente en las provincias del interior y en las praderas, donde se experimenta un clima continental, con temperaturas promedio diarias de −15 °C, pero pueden llegar por debajo de los −40 °C. El clima continental se da principalmente en la zona sur del país, cercano a la frontera con Estados Unidos, y en la isla de Terranova, siendo principalmente la variante clima continental de verano fresco. En la zona más meridional del país, junto al lago Erie, se da el clima continental de verano cálido, en la zona fronteriza con la ciudad estadounidense de Detroit.
La costa de Columbia Británica goza de un clima templado, con un invierno más cálido, pero lluvioso. En las costas este y oeste, generalmente las temperaturas promedio no pasan de los 20 °C, mientras que entre las costas, la temperatura promedio máxima en verano oscila entre 25 y 30 °C, con ondas de calor ocasionales en el interior que superan los 40 °C. Dentro de los climas templados, el clima oceánico se da principalmente en la costa oeste del país y en el sur de la península de Nueva Escocia, mientras que el clima mediterráneo se da en la Isla de Vancouver y en la ciudad homónima.
El clima seco se da en el sur de las provincias de Alberta y Saskatchewan, donde existe un clima semiárido frío en las zonas de las llanuras. Por su parte, el norte del país cuenta con un clima polar, siendo principalmente de tundra, aunque con zonas de clima polar ártico en la Isla de Ellesmere.

### Geología
Canadá también es geológicamente activo, ya que en el país se presentan terremotos y volcanes potencialmente activos, como el Monte Meager, el Monte Garibaldi, el Monte Cayley y el complejo volcánico Monte Edziza. En 1775, la erupción volcánica del cono Tseax provocó una catástrofe, matando a dos mil personas de la etnia nisga'a y causando la destrucción de su aldea en el valle del río Nass, al norte de la Columbia Británica; la erupción produjo un flujo de lava de 22,5  km, y de acuerdo con la leyenda de los nisga'a, bloqueó el curso del río Nass.
En junio de 2019, el gobierno anunció la reanudación de las obras de ampliación del oleoducto Trans Mountain a la costa oeste de Canadá. La decisión es bien recibida por la industria petrolera, pero criticada por los ambientalistas. Una vez finalizado, el proyecto podría dar lugar a un aumento adicional de quince millones de toneladas en las emisiones de gases de efecto invernadero de Canadá.
| Noroeste: Alaska ( Estados Unidos) | Norte: Océano Ártico | Nordeste: Groenlandia ( Reino de Dinamarca) |
| Oeste: Océano Pacífico             |                      | Este: Océano Atlántico                      |
|                                    | Sur: Estados Unidos  |                                             |

### Flora y fauna

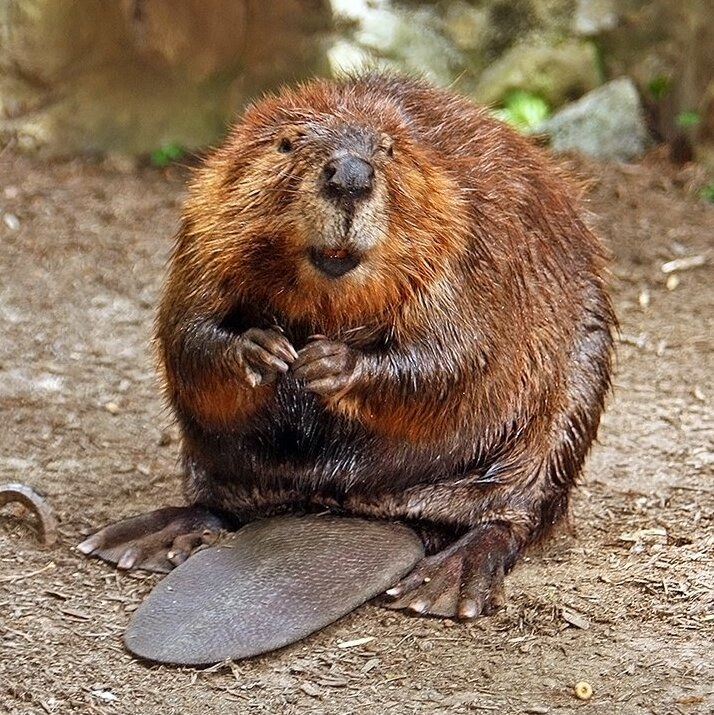
El castor es uno de los animales propios del país, y es considerado como un símbolo nacional.

Dada su enorme extensión, el país posee una variada topografía e importantes diferencias climáticas, lo que proporciona una flora y fauna muy diversa. Una buena parte del territorio canadiense está cubierto por bosques de árboles maderables, donde se destacan el pino, el cedro y el arce; también existen territorios dominados por las amplias praderas. La fauna es muy similar a la de Europa del Norte y Asia, por lo que pueden encontrarse osos, lobos, coyotes, pumas, entre otros animales carnívoros. En las regiones árticas la fauna es propia de la tundra y en ella habitan gran variedad de focas, ballenas y osos polares, mientras que en la flora predominan los musgos y líquenes. En algunas regiones pueden verse castores, puercoespines, topos y numerosos roedores. Algunas zonas de Canadá también son el hábitat de antílopes, renos y alces.

## Economía
| Exportaciones a | Exportaciones a | Importaciones de | Importaciones de |
| País            | Porcentaje      | País             | Porcentaje       |
| --------------- | --------------- | ---------------- | ---------------- |
| Estados Unidos  | 85.80           | Estados Unidos   | 60.66            |
| Unión Europea   | 5.08            | Unión Europea    | 11.56            |
| Japón           | 2.14            | China            | 5.54             |
| China           | 1.25            | Japón            | 4.14             |
| Alemania        | 0.75            | México           | 3.63             |
| Otros           | 5.00            | Otros            | 14.48            |

Canadá es una de las naciones más ricas del mundo, con una renta per cápita alta, y es miembro de la Organización para la Cooperación y el Desarrollo Económico (OCDE) y el G8. El país cuenta con una economía de libre mercado, clasificada por encima de los Estados Unidos en el índice de libertad económica de la Heritage Foundation, donde también superó a la mayoría de las naciones europeas occidentales. Los mayores importadores de bienes canadienses son los Estados Unidos, el Reino Unido y Japón. En 2008, las mercancías importadas en Canadá ascendieron a más de 442 900 millones de dólares, de los cuales 280 800 millones de dólares provenían de los Estados Unidos, 11 700 millones de dólares de Japón y 11 300 millones de dólares procedían del Reino Unido.
En octubre de 2009, la tasa de desempleo de Canadá era del 8.6 %. Las tasas provinciales de desempleo varían desde el 5.8 % en Manitoba hasta un máximo del 17 % en Terranova y Labrador. En 2008, la deuda pública del país era la más baja entre los miembros del G8. Entre 2008 y 2009, esta deuda aumentó 6100 millones de dólares hasta un total de 463 700 millones de dólares. En el siglo pasado, el crecimiento de la fabricación, la minería y el sector de servicios transformó a la nación de una economía prácticamente rural a una más industrial y urbana. Como otras naciones del primer mundo, la economía canadiense está dominada por el sector terciario, que emplea a alrededor de las tres cuartas partes de los canadienses. Entre los países desarrollados, el país brinda una inusual importancia a su sector primario, en la que las industrias del petróleo y de la madera son dos de las más sobresalientes.
La idea de que Canadá es un producto de la explotación de su riqueza natural conforma una visión historiográfica quizás influenciada por la escuela de Annales. En este respecto la obra de H. A. Innis citada por Fohlen menciona cómo el comercio de la metrópoli fundó las líneas de comunicación a partir de las materias primas, y cómo estas «forjaron la unidad política» de este país. La obra de K. Buckley «ha sostenido que la staple theory explicaba perfectamente el desarrollo de Canadá hasta 1920 aproximadamente, pero que era necesaria una explicación distinta para el periodo reciente». La dependencia económica canadiense de estos productos se puso de manifiesto con la llegada de la Gran Depresión de 1929; «la mayor parte de la renta nacional provenía de las exportaciones, y (…) los dos tercios de estas exportaciones consistían en materias primas».
Canadá es uno de los pocos países desarrollados que son exportadores netos de energía. Canadá Atlántica tiene grandes depósitos de gas natural en sus costas, y Alberta tiene reservas importantes de petróleo y gas. Las arenas de alquitrán de Athabasca le dan al país las terceras reservas de petróleo más grandes del mundo, detrás de las de Venezuela y Arabia Saudita.

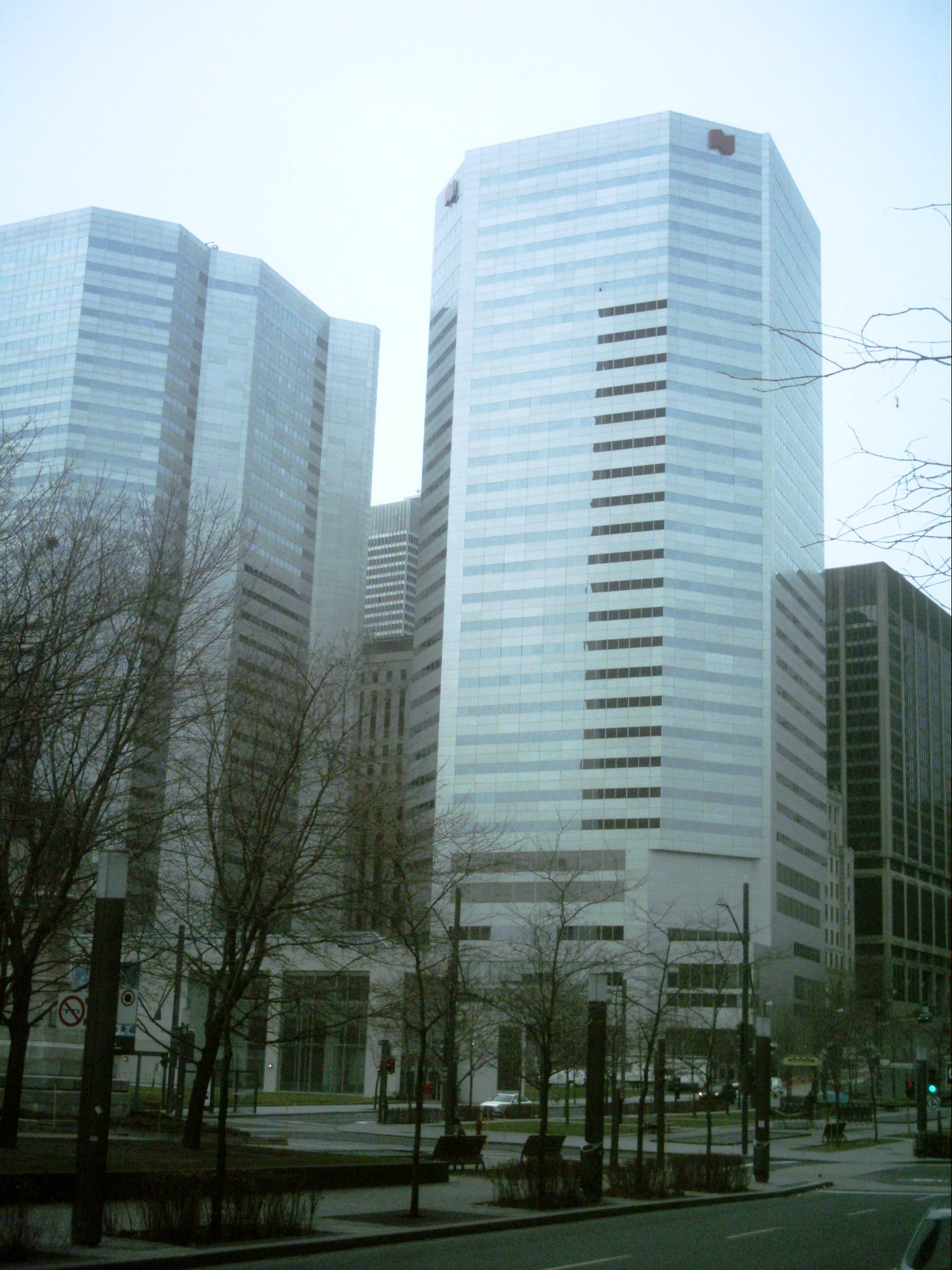
La Torre del Banco Nacional de Canadá, en Montreal, uno de los centros financieros más importantes del país.

También es uno de los proveedores mundiales de productos agrícolas más importantes: las praderas canadienses son unos de los principales productores de trigo, colza y otros cereales. También es el mayor productor de zinc y uranio, y es una fuente primordial de muchos otros recursos minerales, tales como el oro, el níquel, el aluminio y el plomo. Muchas ciudades en el norte, donde la agricultura es difícil, se sustentan gracias a la cercanía de minas y aserraderos. Canadá también tiene un sector manufacturero considerable, concentrado en el sur de Ontario y Quebec, siendo las industrias automovilísticas y aeronáuticas las más importantes.
La industria minera recibe un fuerte apoyo del Gobierno. El país alberga la sede y las principales filiales de la mayoría de las empresas mineras del mundo. La legislación federal y provincial fomenta el desarrollo del mercado bursátil al permitir formas más flexibles de divulgación de los yacimientos que en otros lugares, y la fiscalidad es favorable a las empresas. Además, la red diplomática de Canadá proporciona apoyo político en el extranjero a cualquier empresa minera registrada en el país. El primer ministro Stephen Harper (2006-2015) ha declarado que quiere convertir a Canadá en uno de los mayores exportadores de recursos naturales del mundo. Se le ha acusado de debilitar deliberadamente las protecciones medioambientales existentes para favorecer a la industria minera.

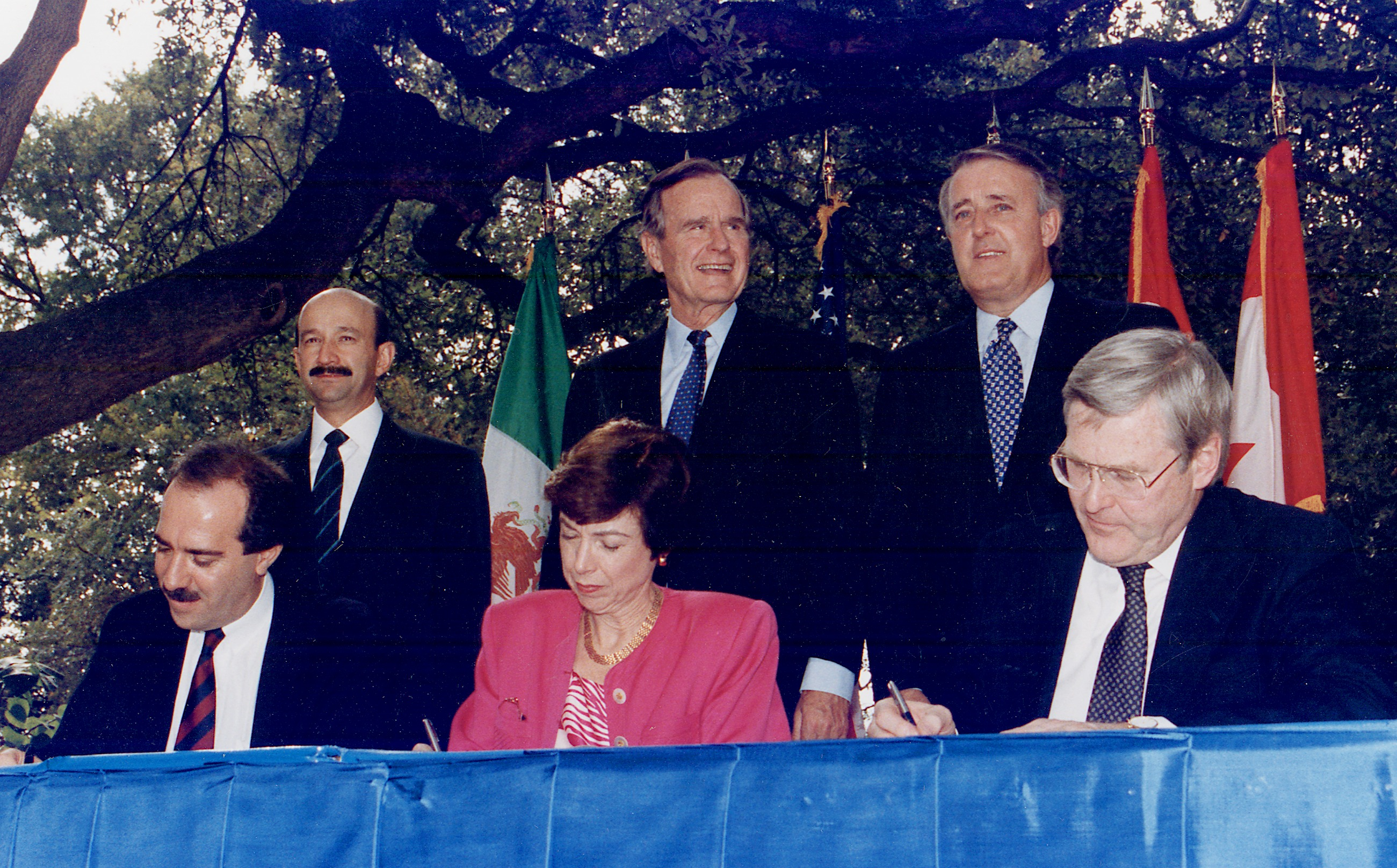
Representantes de los gobiernos canadiense, mexicano y estadounidense firmando el Tratado de Libre Comercio de América del Norte en 1992.

La integración económica con los Estados Unidos ha aumentado significativamente desde la Segunda Guerra Mundial. Esto preocupa a varios grupos nacionalistas canadienses, que se interesan por la autonomía e independencia cultural y económica en una era de globalización, ya que la mayoría de los bienes y medios de comunicación estadounidenses se han vuelto omnipresentes en todo el país. El Tratado de Comercio de Productos Automotrices de 1965 abrió las fronteras al comercio dentro de la industria automovilística. En la década de 1970, las especulaciones sobre la autosuficiencia energética y a la propiedad extranjera en los sectores de fabricación llevaron a que el gobierno liberal del primer ministro Pierre Trudeau, creara el Programa Nacional de Energía (NEP) y la Agencia de Revisión de Inversiones Exteriores (FIRA).
En la década de 1980, el primer ministro Brian Mulroney abolió el NEP y cambió el nombre de la FIRA a «Inversiones Canadá», a fin de fomentar la inversión extranjera. El Tratado de Libre Comercio Estados Unidos - Canadá de 1988 eliminó las barreras arancelarias entre los dos países, mientras que en la década de 1990, el Tratado de Libre Comercio de América del Norte (TLCAN) amplió la zona de libre comercio para incluir a México. A mediados de esa década, el gobierno liberal de Jean Chrétien comenzó a publicar los excedentes presupuestarios anuales y comenzó el pago de la deuda nacional. La crisis económica de 2008 causó la caída de la economía dentro de una recesión, que podría aumentar la tasa de desempleo hasta un 10 %.
Según el Instituto de Investigación de Economía Contemporánea (IRÉC), los activos canadienses en los siete principales paraísos fiscales se multiplicaron por 37.6 entre 1987 y 2014. Entre 1999 y 2013, se presentaron media docena de proyectos de ley para limitar o detener la evasión fiscal, pero todos fueron rechazados.
En 2016, los 100 empleadores canadienses mejor pagados ganaron un promedio de 10.4 millones CAD, más de 200 veces el ingreso promedio de un trabajador canadiense en 2016. De 2015 a 2016, la remuneración media de los directores generales aumentó un 8 %. El declive del sindicalismo en Canadá habría conducido a un aumento del 15 % en la desigualdad de los ingresos laborales.

## Educación, ciencia y tecnología

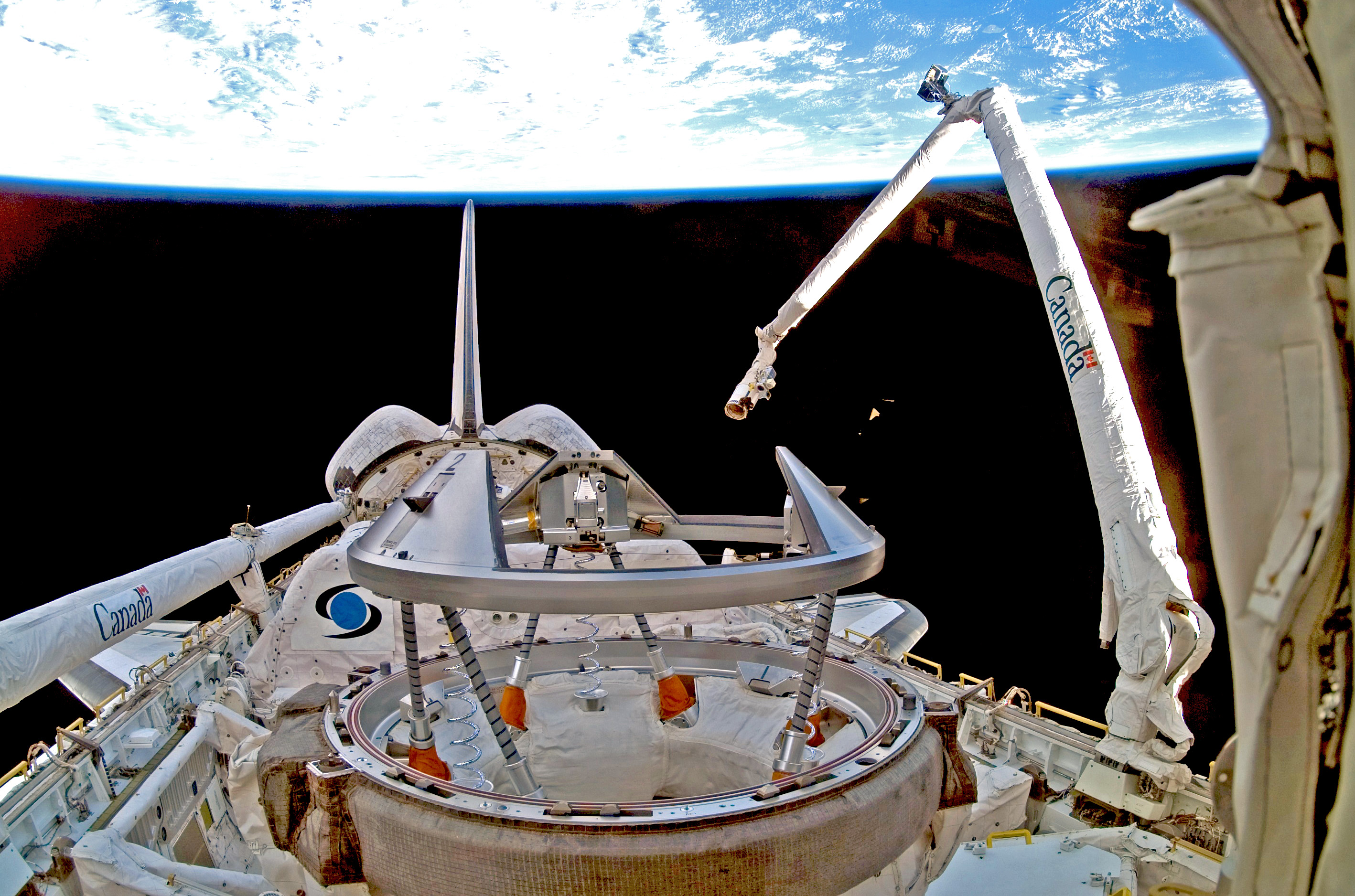
El Canadarm en ejecución en el Transbordador Espacial Discovery, durante la misión STS-116.

Cada una de las provincias y territorios son responsables de la educación; cada uno de estos sistemas tienen características similares, al mismo tiempo que reflejan la historia, la cultura y la geografía propias de cada región. La edad en la que los niños comienzan su educación oscila entre los 5 y 7 años, lo que contribuye a una tasa de alfabetización de adultos del 99 %. La educación superior también es administrada por los gobiernos provinciales y territoriales, que proporcionan la mayor parte de su financiación; el gobierno federal otorga becas, préstamos estudiantiles y becas de investigación adicional. En 2002, el 43 % de los canadienses de 25 a 64 años de edad poseía una educación postsecundaria; para los de 25 a 34 años de edad, la tasa de educación postsecundaria alcanzó un 51 %.
Canadá es una país industrial, con un sector de ciencia y tecnología altamente desarrollado. Casi el 1.88 % del PIB nacional se asigna a la investigación y desarrollo (I+D). 18 canadienses han ganado un premio Nobel en física, química y medicina. Es considerado el 12° país con más usuarios de Internet en el mundo, ya que cuenta con 33 millones de usuarios, es decir, el 90.1 % de la población total. Según el Índice mundial de innovación, a cargo de la Organización Mundial de la Propiedad Intelectual, en su versión 2024, Canadá se ubicó en lugar 14 en innovación entre 133 países del mundo, mientras que en 2022 y 2023 ocupó el lugar 15.
La Agencia Espacial Canadiense tiene como principal función la exploración espacial y planetaria, la investigación de la aviación, así como el desarrollo de cohetes y satélites. En 1984, Marc Garneau se convirtió en el primer astronauta canadiense, sirviendo como especialista de carga del STS-41-G. Canadá es un participante en la Estación Espacial Internacional y un pionero en el campo de la robótica espacial, gracias al desarrollo del Canadarm, el Canadarm 2 y el Dextre. Fue clasificado tercero de veinte países en el campo de ciencias del espacio. Desde la década de 1960, Aerospace Industries de Canadá ha diseñado y construido diez satélites, incluyendo RADARSAT-1, RADARSAT-2 y MOST. El país también produjo uno de los más exitosos cohetes sonda, el Black Brant; más de mil de estos cohetes se han puesto en marcha desde que fueron producidos inicialmente en 1961. Las universidades canadienses están trabajando en el primer proyecto nacional de aterrizaje de una nave espacial: la Northern Light, diseñada para buscar vida en Marte e investigar el entorno del planeta en cuestiones de radiación electromagnética y propiedades atmosféricas. Si Northern Light tiene éxito, Canadá será el tercer país en aterrizar una nave en otro planeta.

## Demografía

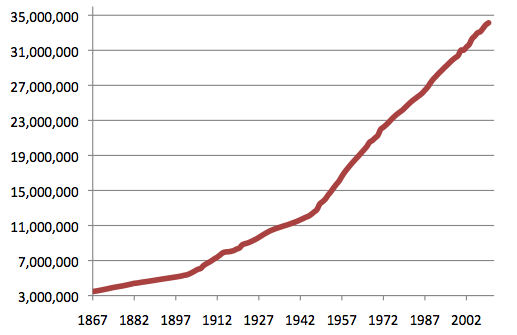
Evolución de la población canadiense.

Según los datos actualizados para el año 2023, la población total de Canadá es de 40 381 199 habitantes. El crecimiento de la población se debe principalmente a la inmigración y, en menor medida, al crecimiento natural. Alrededor del 80 % de la población canadiense vive a menos de 150 km de la frontera con Estados Unidos. Un porcentaje similar vive en las zonas urbanas, concentrado principalmente en las ciudades de Quebec, el corredor Windsor (Toronto, Montreal y Ottawa), el Lower Mainland de la Columbia Británica (formado por la región que la rodea a Vancouver) y el corredor Calgary-Edmonton en Alberta. En los últimos años, la población ha crecido en todas las provincias canadienses, excepto en Terranova y Labrador y los territorios del Noroeste. Canadá cuenta con una densidad de población de 4.04 hab./km², siendo uno de los países con menor densidad de población del planeta. Por provincias, la Isla del Príncipe Eduardo es la que cuenta con una mayor densidad, de 27.2 hab./km², mientras que los que menor densidad tiene es Nunavut con 0.02 hab./km².

### Estructura de la población
Para el año 2022, la población canadiense estaba compuesta por un 50.28 % de mujeres, y un 49.72 % de hombres. Cuenta con un saldo vegetativo positivo, lo que supone un mayor número de nacimientos que de defunciones. Por su parte, la esperanza de vida es de 82.6 años, siendo la de los hombres de 80.6 y la de las mujeres de 84.6. A pesar de la alta tasa de inmigración, la población canadiense se va envejeciendo cada vez más. Mientras en 2009, el porcentaje de personas mayores de sesenta y cinco años era del 13.8 % del total de la población, en 2022 el porcentaje había subido al 18.83 %. El 15.59 % son menores de quince años y el 65.58 % tenían entre quince y sesenta y cuatro años. Por provincias, la que cuenta con una media de población más joven (edad media de 25.6 años) es Nunavut, mientras que las provincias con la edad media más alta son Nueva Escocia (45.6 años), Nueva Brunswick (46.8 años) y Terranova y Labrador (48.4 años). La tasa de natalidad en 2021 fue del 9.6 %, mientras que el índice de fecundidad fue del 1.43, lo que hace que no se llegue al índice de reemplazo generacional (2.1), lo que conllevará una disminución de la población en el futuro. La tasa de mortalidad para el año 2021 era del 7.8 % de la población, encontrándose en una continua subida, lo que representa que la población canadiense está cada vez más envejecida.

### Composición de la población
Según el censo del año 2021, el 78.82 % de la población del país era población no inmigrante. Sin embargo, solo el 15.6 % de la población declaró que su origen étnico era canadiense, mientras que el 14.7 % se declaró inglés, el 12.1 % irlandés, 12.1 % como escocés, 11 % como francés, 8.1 % como alemán, el 4.7 % como chino, el 4.3 % como italiano, el 3.7 % como indio y el 3.5 % como ucraniano y los descendientes de las Primeras Naciones eran el 3.2 %, entre otros grupos étnicos.
En el censo de 2022 la población aborigen de Canadá es el 5 %, con un total de 1 807 250 personas. Otro 16.2 % de la población pertenecían a minorías visibles de origen extranjero. Las minorías más importantes del país son los sudasiáticos (4 %), los chinos (3.9 %) y los afroamericanos (2.5 %). En 1961, menos del 2 % de la población canadiense (unas 300 000 personas) podría clasificarse como una minoría visible y menos del 1 % como aborígenes. En 2006, el 51 % de la población de Vancouver y el 46.9 % de la población de Toronto eran miembros de estas minorías visibles. Entre 2001 y 2006, la población de las minorías visibles aumentó en un 27.2 %. En 2007, casi uno de cada cinco canadienses (19.8 %) había nacido en el extranjero Cerca del 60 % de los nuevos inmigrantes provienen de Asia (incluyendo el Medio Oriente). Para el 2031, uno de cada tres canadienses pertenecerá a una «minoría».
Canadá tiene la tasa de inmigración per cápita más alta en el mundo, impulsado por la política económica, la existencia de una amplia oferta de empleo por el bajo índice de paro del país, y la reintegración familiar, y se cree que en 2010 llegarán entre 240 000 y 265 000 nuevos residentes permanentes. Canadá también acepta a gran número de refugiados. La mayoría de los nuevos inmigrantes se asientan en las principales zonas urbanas como Toronto y Vancouver, mientras que la inmigración procedente de países de habla francesa se concentra en las ciudades francófonas del país, mayormente en Montreal y Quebec. Las provincias con mayor porcentaje de población inmigrante son Ontario (30 % de inmigrantes), Columbia Británica (29 %) y Alberta (23.2 %), mientras que Nunavut (3.2 %) y Terranova y Labrador (2.8 %) son las que menor porcentaje de inmigración tienen.
El 21.18 % de la población canadiense es inmigrante, suponiendo una cifra de alrededor de ocho millones de habitantes, siendo un porcentaje en continuo crecimiento, encontrándose en la lista de los 25 países con mayor población inmigrante. Por nacionalidad, las más representativas son los hindúes (720 083 personas en 2020), los chinos (699 190 personas) y los filipinos (633 547 personas).
Según su origen, la población inmigrante nacida en Asia (incluyendo Oriente Próximo), se concentra principalmente en la mitad oeste de Canadá, siendo las provincias de Columbia Británica, Saskatchewan y Alberta las que mayor porcentaje concentran (por encima del 50 % del total de inmigrantes). La población nacida en África representan un importante porcentaje en las provincias de Nunavut y Quebec (por encima del 20 % sobre el total de inmigrantes), mientras que la población nacida en Europa tiene una mayor representatividad en Yukon, Nueva Escocia y Terranova y Labrador (por encima del 30 % sobre el total de inmigrantes). La población nacida en Estados Unidos tiene una mayor representación en el oeste del país, superando el 10 % sobre el total de inmigrantes en provincias como Nueva Brunswick, mientras que el resto de personas procedentes del continente americano tienen una mayor representatividad en Quebec.
Como la mayoría de los países desarrollados, el país está experimentando un cambio demográfico hacia una población de mayor edad, con más jubilados y menos personas en edad de trabajar. En 2006, la edad promedio de los canadienses era de 39.5 años. Los resultados del censo también indican que, a pesar de un aumento en la inmigración desde 2001 (que dio a Canadá una mayor tasa de crecimiento de la población que en el período intercensal anterior), el envejecimiento de la población canadiense no fue más lento durante el mismo período.

### Religión

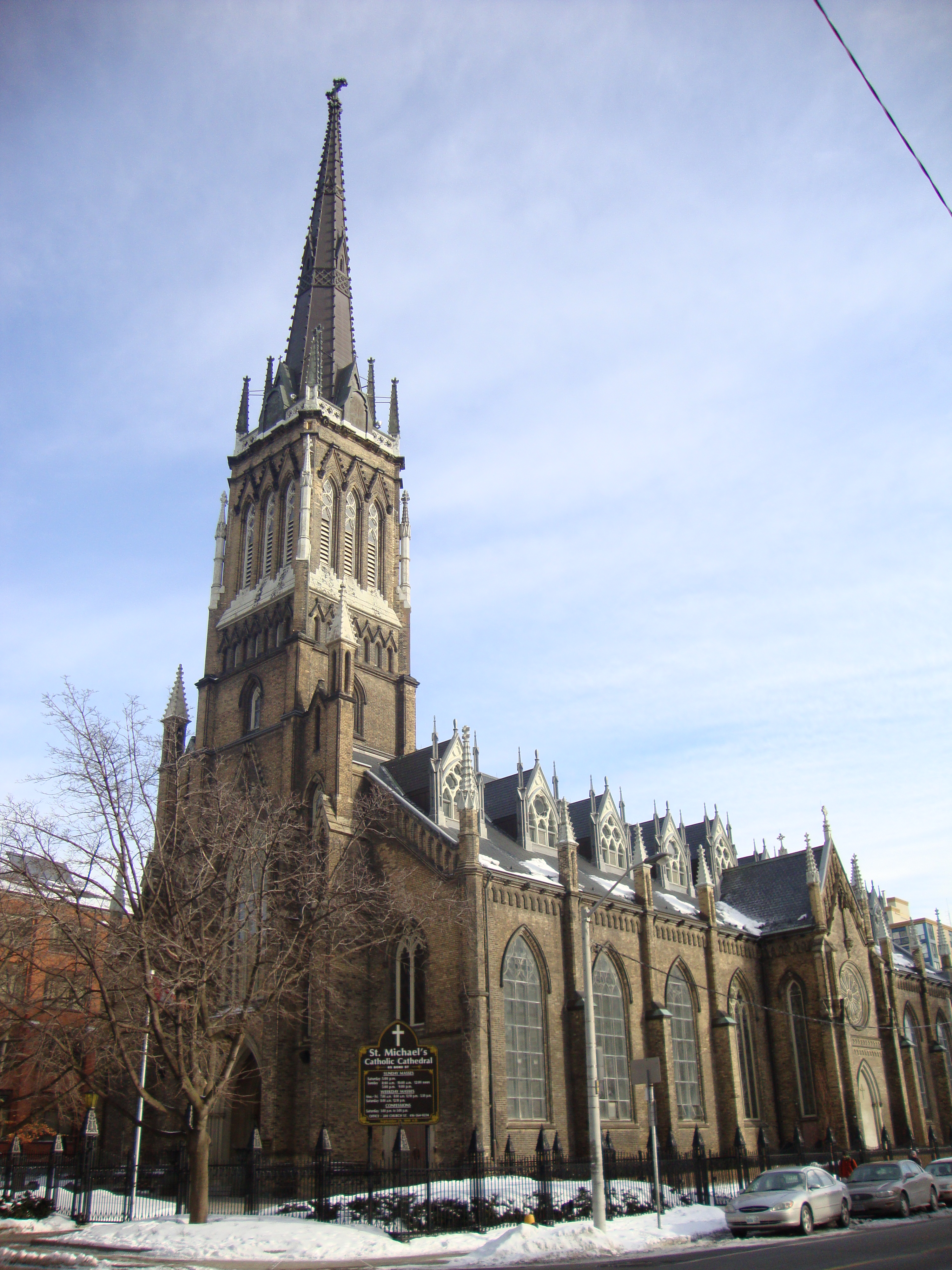
Catedral de San Miguel en Toronto.

Aunque la Constitución del país no establece ninguna religión de estado oficial, el pluralismo religioso es una parte importante de la cultura política de Canadá. Según el censo de 2021, el 53.3 % de los canadienses se identifican como cristianos (representaban el 67.3 % en 2011); de estos, los católicos constituyen el grupo más grande (el 29.9 % de la población).
Antes de la colonización europea, las religiones aborígenes eran en gran parte animistas o chamánicas, incluida una intensa reverencia tribal por los espíritus y la naturaleza. La colonización francesa que comenzó en el siglo XVI estableció una población francófona católica en Nueva Francia, especialmente Acadia (más tarde en el Bajo Canadá, ahora Nueva Escocia y Quebec). La colonización británica trajo oleadas de anglicanos y otros protestantes al Alto Canadá (actual Ontario). El Imperio ruso extendió la ortodoxia oriental en pequeña medida a las tribus en las lejanas costas del norte y oeste, particularmente entre nómadas hiperbóreos como los inuit. La ortodoxia llegaría al continente con inmigrantes de la Unión Soviética, el Bloque Oriental, Grecia y otros lugares durante el siglo XX.
La denominación protestante más grande es la Iglesia Unida de Canadá, de rito presbiteriano (conformada por el 3.3 % de los canadienses), seguida por los anglicanos (3.1 %) y los bautistas (1.2 %). El porcentaje restante pertenecía a otras corrientes cristianas. Cerca del 34.6 % de los canadienses declararon no tener ninguna afiliación religiosa (representaban el 23.9 % en 2011) y el 12.1 % restante están afiliados con las religiones no cristianas (cifra que era de un 8.8 % en 2011), de las cuales las más importantes son el islam (4.9 %) y el hinduismo (2.3 %).
Por provincias y regiones, los católicos son mayorías en la mayor parte de la provincia de Quebec (excepto en la región de Nord-du-Québec), la mitad norte de Nuevo Brunswick, zonas de Nueva Escocia, la zona central de la provincia de Ontario y las regiones al norte de Manitoba y Saskatchewan. Por su parte, los protestantes son mayoría en el sur de las provincias de Ontario, Manitoba, Saskatchewan, Alberta, Nueva Brunswick, el centro de Nueva Escocia y las provincias de Terranova y Labrador y Nunavut. Columbia Británica es la provincia con mayor porcentaje de población sin religión.

### Idiomas
Los dos idiomas oficiales de Canadá son el inglés y el francés. El bilingüismo oficial se define en la Carta Canadiense de Derechos y Libertades, la Ley sobre las Lenguas Oficiales y el Reglamento Oficial del Lenguaje, los cuales se aplican por el Comisionado de las Lenguas Oficiales. El inglés y el francés tienen igualdad de condición en los tribunales federales, en el parlamento y en todas las instituciones federales. Los ciudadanos canadienses tienen el derecho, donde hay suficiente demanda, para recibir los servicios del gobierno federal en inglés o francés, y los idiomas oficiales de las minorías tienen garantizadas sus propias escuelas en todas las provincias y territorios.

Notre-Dame-des-Victoires en el histórico Basse-Ville de Quebec. La población quebequense es en su mayor parte francófona, con una minoría de población de habla inglesa.

El inglés y el francés son las lenguas maternas del 59.7 % y del 23.2 % de la población, respectivamente, y los idiomas más hablados en casa por el 68.3 % y el 22.3 % de la población, respectivamente. El 98.5 % de los canadienses hablan inglés o francés (el 67.5 % solo hablan inglés, el 13.3 % solo hablan francés y el 17.7 % ambos).
Las principales regiones de habla francesa son Quebec y Nuevo Brunswick (bilingüe), mientras que las principales regiones de habla inglesa son Nuevo Brunswick (bilingüe), Nueva Escocia, Terranova y Labrador, Ontario, Manitoba, Columbia Británica, Isla del Príncipe Eduardo, Saskatchewan, Alberta, Territorios del Noroeste y Yukón. La principal región de Lenguas inuit es Nunavut.
Las provincias con mayor porcentaje de personas con el inglés como lengua materna son Terranova y Labrador (96.4 % de la población), Nueva Escocia (88.8 %) e Isla del Príncipe Eduardo (86.9 %), mientras que Quebec es la única provincia con mayoría de población con el francés como lengua materna (74.8 % de la población). Nunavut es la única provincia donde más de la mitad de la población (52.9 %) tiene como idioma materno una lengua indígena. Las provincias de Columbia Británica, Ontario, Alberta y Manitoba con las que cuentan con un mayor porcentaje (más del 20 % de la población) de personas con una lengua materna no oficial en Canadá. Nunavut es la provincia con un mayor porcentaje de personas con más de una lengua materna (10.6 % de la población).
La Carta de la lengua francesa establece al francés como el idioma oficial en Quebec. A pesar de que más del 85 % de los canadienses francófonos viven en Quebec, hay importantes concentraciones en Ontario, Alberta y al sur de Manitoba, siendo Ontario la provincia que tiene la mayor población de habla francesa fuera de Quebec. Nuevo Brunswick, la única provincia oficialmente bilingüe, tiene una minoría acadiana de habla francesa, que constituye el 33 % de la población. También hay grupos de acadianos en el suroeste de Nueva Escocia, en la Isla de Cabo Bretón y en la parte central y occidental de la Isla Príncipe Eduardo.
Otras provincias no tienen lenguas oficiales como tal, pero además del inglés, se utiliza el francés como un idioma de instrucción en los tribunales y para otros servicios del gobierno. Manitoba, Ontario y Quebec permiten que el inglés y el francés sean utilizados en las legislaturas provinciales y las leyes se promulgan en ambos idiomas. En Ontario, el francés tiene algo de estatus legal, pero no es totalmente cooficial.
Hay once grupos de lenguas aborígenes, compuestos por más de sesenta y cinco dialectos distintos. De estos, solamente el cree, el inuktitut y el ojibwa tienen una población de hablantes con fluidez lo suficientemente grande para considerarse capaces de sobrevivir a largo plazo. Varios idiomas aborígenes tienen estatus oficial en los Territorios del Noroeste. El esquimal es el idioma de la mayoría de los habitantes de Nunavut y uno de los tres idiomas oficiales en ese territorio.
Más de seis millones de personas en Canadá tienen un idioma no oficial como su lengua materna. Entre los idiomas no oficiales más hablados en el país están: el chino (principalmente cantonés; 1 012 065 hablantes como lengua materna), el italiano (455 040), el alemán (450 570), el panyabí (367 505) y el español (345 345).

## Cultura

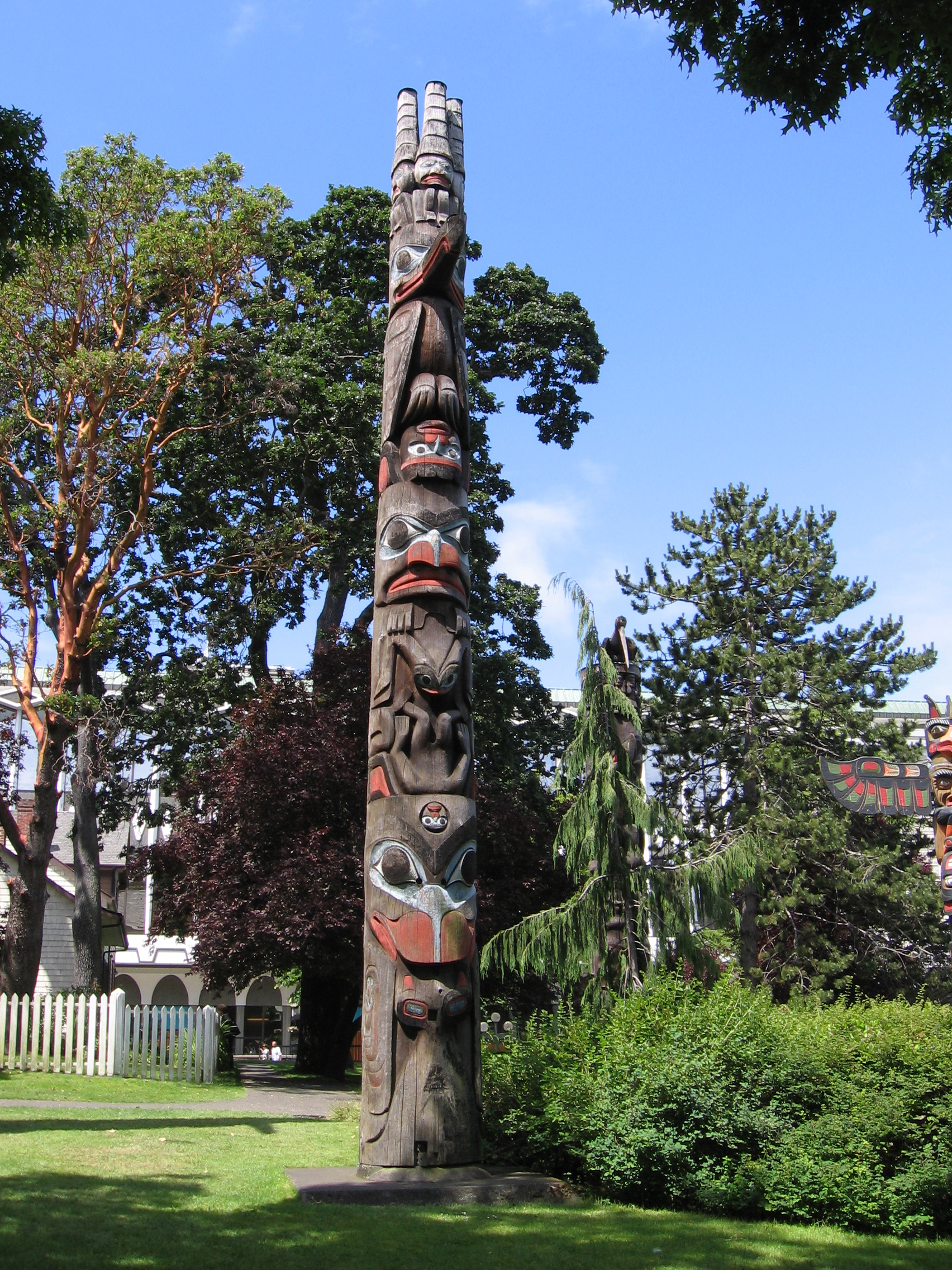
Los tótems son un elemento representativo de los pueblos aborígenes canadienses a nivel mundial.

Históricamente, la cultura canadiense ha sido influenciada por las tradiciones y costumbres de las culturas británica, francesa e indígena. En todo el territorio nacional, se pueden encontrar varias formas de expresiones culturales, lingüísticas, artísticas y musicales distintivas de cada región. Muchas palabras, inventos y juegos de los indígenas de Norteamérica se han convertido en parte de la vida cotidiana de los canadienses. La canoa, las raquetas de nieve, la pista de trineo, el lacrosse, el tira y afloja, el jarabe de arce y el tabaco son ejemplos de esos productos, invenciones y juegos. Algunas palabras de origen indígena son barbacoa, caribú, tamias, woodchuck, hamaca, mofeta, caoba, huracán y alce. Numerosas zonas, ciudades y ríos tienen nombres de origen indígena. El nombre de la provincia de Saskatchewan se deriva del nombre en idioma cree del río Saskatchewan, Sipi Kisiskatchewani. Otro ejemplo es el nombre de la capital de Canadá, Ottawa, que proviene del algonquín adawe, que significa «al comercio». El Día Nacional de los Aborígenes reconoce las culturas y contribuciones de los pueblos aborígenes canadienses.
Aparte de los indígenas, la cultura canadiense ha sido enormemente influenciada por los inmigrantes procedentes de todo el mundo, por eso la mayoría de las personas perciben a Canadá como una nación multicultural. Sin embargo, la cultura del país también posee muchas características de la cultura estadounidense, debido en gran parte a su proximidad y a la alta tasa de migración entre los dos países. Entre 1755 y 1815, la gran mayoría de los inmigrantes de habla inglesa provenían de Estados Unidos; durante y después de la guerra de Independencia de las Trece Colonias, 46 000 estadounidenses leales a la Corona británica se establecieron en el país. Entre 1785 y 1812, se dio una nueva oleada de inmigrantes estadounidenses que llegaron al país en respuesta a las promesas de tierras.
De esta forma, los medios y celebridades estadounidenses se volvieron muy populares, si no dominantes, en Canadá anglosajona; por el contrario, muchos de los productos culturales y artistas canadienses son exitosos en Estados Unidos y otras partes del mundo. Muchos de estos se comercializan hacia un mercado norteamericano unificado o global. La creación y la preservación de la cultura canadiense claramente son compatibles con los programas del gobierno federal, las leyes e instituciones, tales como la Canadian Broadcasting Corporation (CBC), la National Film Board of Canada y la Comisión de Telecomunicaciones y de la Radio y Televisión Canadiense.

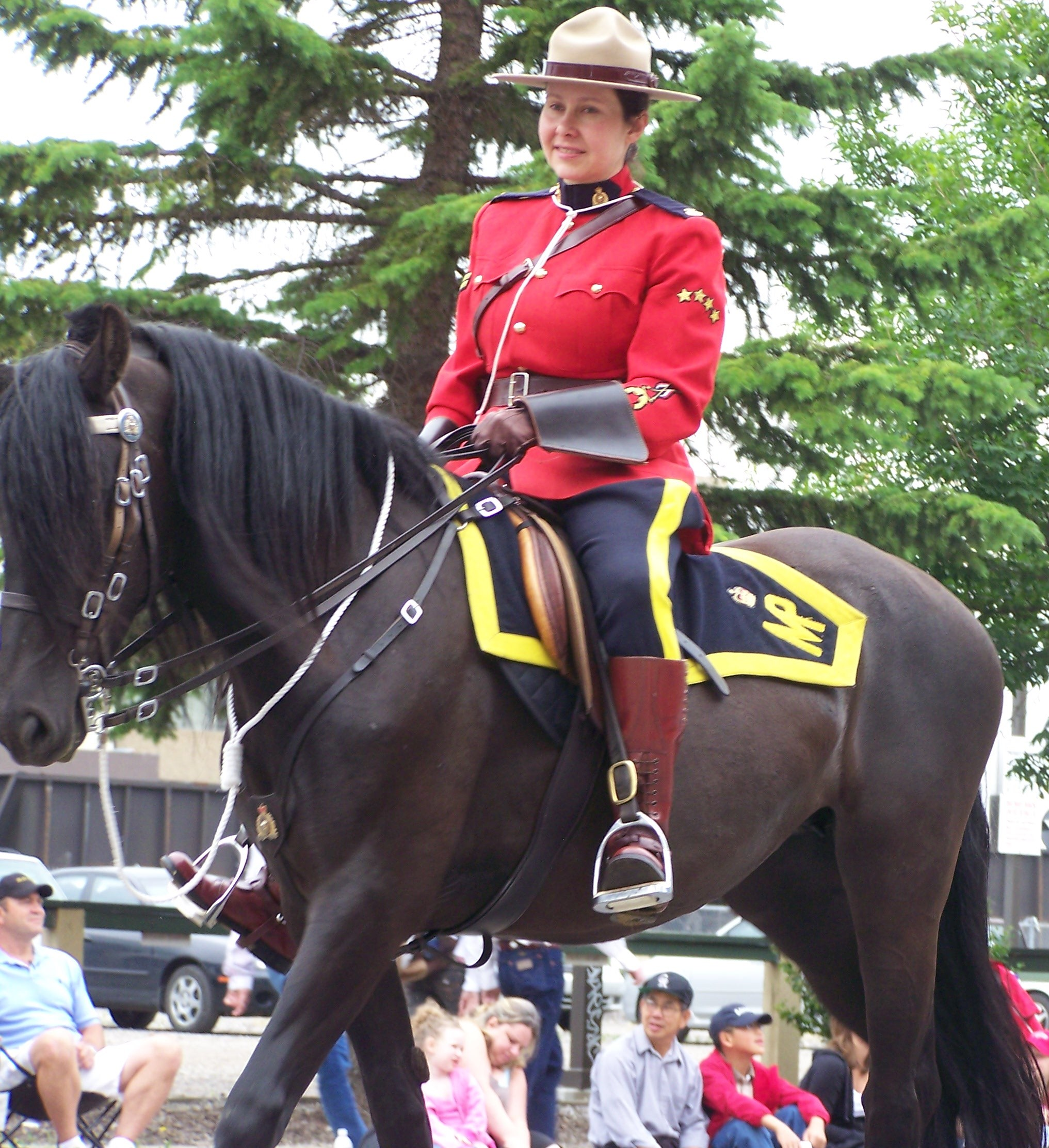
Aunque solo está presente en las zonas rurales de algunas provincias, la Policía Montada del Canadá se ha convertido en un icono del país.

Las artes visuales canadienses han sido dominadas por Tom Thomson (uno de los pintores canadienses más famosos) y por el Grupo de los Siete. La breve carrera de Thomson pintando paisajes canadienses, abarcó solo una década hasta su muerte ocurrida en 1917, cuando tenía 39 años. El Grupo de los Siete fueron pintores con un enfoque nacionalista e idealista, que exhibieron sus obras distintivas por primera vez en mayo de 1920. Aunque su nombre indica que existían siete miembros, cinco artistas (Lawren Harris, A. Y. Jackson, Arthur Lismer, J. E. H. MacDonald y Federico Varley) fueron los responsables de la articulación de las ideas del grupo. Se les unieron brevemente Frank Johnston y el artista comercial Franklin Carmichael. A. J. Casson se convirtió en parte del grupo en 1926. Otra artista canadiense destacada que tuvo conexiones con el grupo fue Emily Carr, conocida por sus paisajes y retratos de los pueblos indígenas de la costa noroeste.
Canadá ha desarrollado una infraestructura e industria musical, con la radiodifusión regulada por la Comisión de Telecomunicaciones y de la Radio y Televisión Canadiense. La industria musical canadiense ha producido compositores, músicos y grupos de renombre internacional, al tiempo que la Academia Canadiense de Ciencias y Artes administra los premios de la industria musical de Canadá, los Premios Juno, que comenzaron en 1970. El himno nacional O Canada, adoptado en 1980, originalmente fue encargado por el teniente gobernador de Quebec, Théodore Robitaille, para la ceremonia del Día de San Juan Bautista de 1880. Calixa Lavallée compuso la música, que fue un acompañamiento para un poema patriótico, escrito por el poeta y juez Adolphe-Basile Routhier. La letra fue escrita originalmente en francés, y en 1906 se tradujo al inglés.
Los símbolos nacionales hacen referencia a elementos naturales, históricos e indígenas con los que se identifican al país. El uso de la hoja de arce como un símbolo canadiense se remonta a principios del siglo XVIII. La hoja de arce es representada en las banderas nacionales anteriores y actuales, en las monedas y en el escudo de armas. Otros símbolos importantes son el castor, la barnacla canadiense, el tótem, el inukshuk, el colimbo grande, la Corona y la Policía Montada.

## Deportes
- Canadá en los Juegos Olímpicos
- Selección de fútbol de Canadá

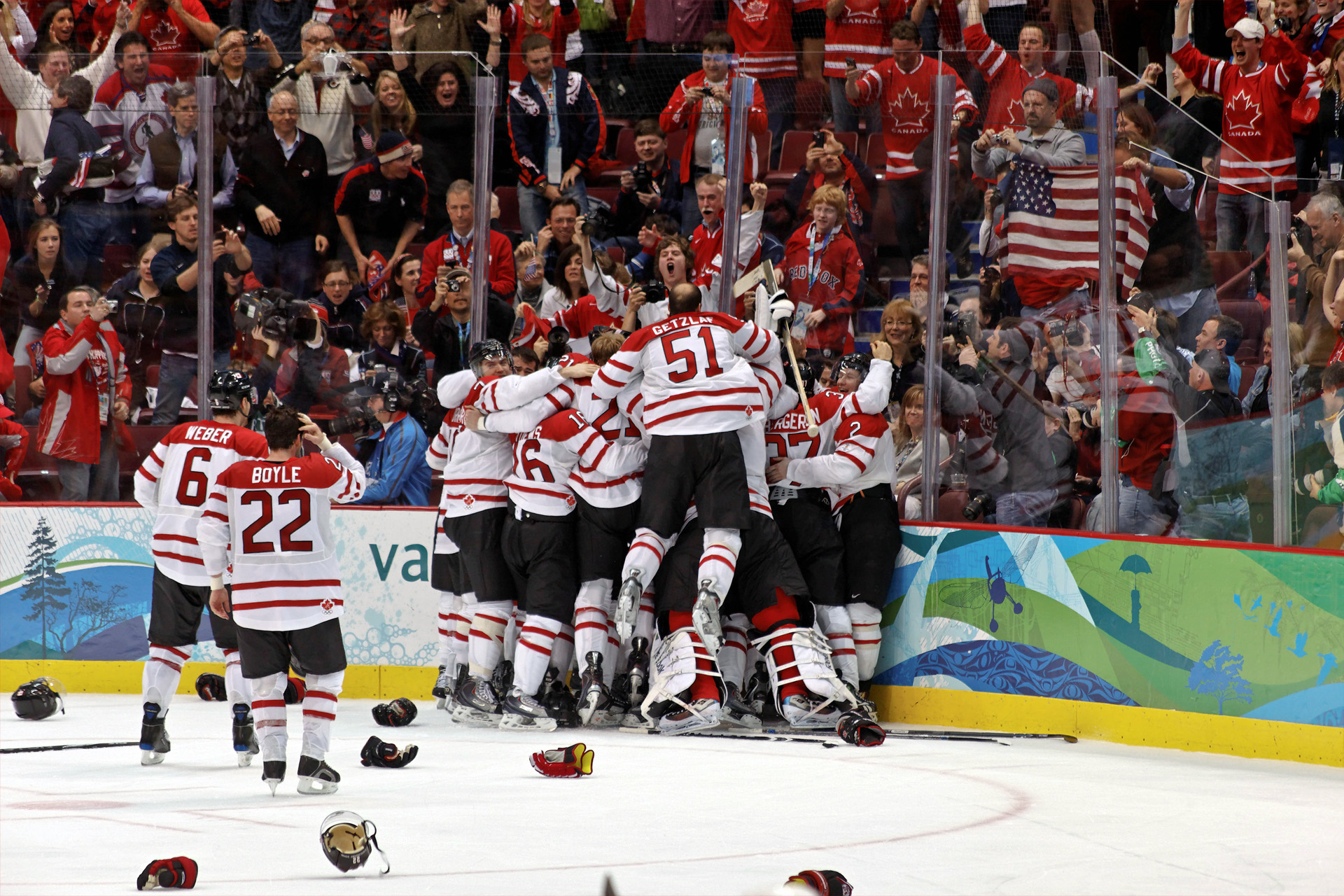
Una escena de los Juegos Olímpicos de Vancouver 2010, segundos después de que la selección canadiense de hockey sobre hielo ganara la medalla de oro.

Oficialmente, los deportes nacionales son el hockey sobre hielo en invierno y el lacrosse en verano. El hockey es un pasatiempo nacional y el deporte de espectadores más popular en el país. También es el deporte más practicado por los canadienses, ya que en 2004 existían más de 1.65 millones de jugadores de hockey. Siete de las áreas metropolitanas más grandes en Canadá (Toronto, Montreal, Vancouver, Ottawa, Calgary, Edmonton y Winnipeg) tienen franquicias en la National Hockey League (NHL), mientras que Quebec tuvo una franquicia hasta que en 1995 esta se trasladó a Denver, y la mayoría (54 %) de los jugadores en esta liga son de origen canadiense. Otros deportes de espectador populares son el curling y el fútbol canadiense; este último cuenta con una liga profesional, la Canadian Football League (CFL).
Canadá cuenta con franquicias en la numerosas ligas profesionales estadounidenses: Major League Baseball (Toronto Blue Jays), National Basketball Association (Toronto Raptors) y Major League Soccer (Toronto FC, Vancouver Whitecaps y Montreal Impact). El golf, el béisbol, el esquí, el fútbol, el voleibol y el baloncesto empiezan a cobrar fuerza entre los jóvenes y a nivel amateur, pero las ligas profesionales y las franquicias no están muy extendidas.
En los Juegos Olímpicos, Canadá tiene éxito particularmente en los deportes de invierno (hockey, patinaje sobre pista corta y larga, patinaje artístico, esquí acrobático, curling). Este fenómeno se observa tanto en la categoría masculina como en la femenina. Canadá ha albergado los Juegos Olímpicos de Montreal 1976, los Juegos Olímpicos de Calgary 1988 y los Juegos Olímpicos de Vancouver 2010, además de otros varios eventos deportivos internacionales tales como los Juegos Panamericanos de 1967, 1999 y 2015, el Gran Premio de Canadá de Fórmula 1, el Gran Premio de Toronto de la IndyCar Series, el Gran Premio de Montreal y el Gran Premio de Quebec de ciclismo del UCI World Tour, el Abierto de Canadá de Golf del PGA Tour, la Copa Mundial de Fútbol Sub-20 de 2007, la Copa Mundial Femenina de Fútbol Sub-20 de 2014, la Copa Mundial Femenina de Fútbol de 2015 y albergará la Copa Mundial de Fútbol de 2026.